# Mohammad Mossadegh
Mohammad Mossadegh (en persan : محمد مصدق), né le 16 juin 1882 à Téhéran et mort le 5 mars 1967 à Ahmadabad, est un homme d'État iranien. Il est le cofondateur du Front national iranien et Premier ministre par deux fois, de 1951 à 1952, puis de 1952 à 1953, date de son limogeage ainsi que son gouvernement par le Shah d'Iran dès le retour au pays. 
Gouverneur financier de la province de Khorassan à 14 ans, étudiant à Paris puis plusieurs fois ministre dans les années 1920, il se retire de la politique en 1928. Il y revient en 1941, et est élu au Majlis, réélu en 1950 à la suite d'une élection partielle. Dans un contexte de litige pétrolier avec le Royaume-Uni, il devient Premier ministre à la suite de l'assassinat de Haj Ali Razmara en mars 1951. Son gouvernement introduit un ensemble de réformes sociales et politiques progressistes telles que la mise en place d'une sécurité sociale, le contrôle des loyers ou l'initiation de réformes agraires significatives,. 
Il tente d'instaurer une démocratie laïque et de conserver une relative indépendance du pays face aux puissances étrangères. La décision la plus notable prise sous son administration reste toutefois la nationalisation de l'industrie pétrolière iranienne, alors sous contrôle britannique depuis 1913, face au refus de l'Anglo-Persian Oil Company (APOC) de renégocier les termes du contrat d'exploitation des gisements pétroliers iraniens. S'ensuit une crise internationale connue comme la crise d'Abadan, qui dure deux ans, au terme de laquelle les États-Unis, qui avaient tenu le rôle de médiateurs dans le conflit, décident de concert avec le Royaume-Uni d'évincer Mossadegh du pouvoir. Limogé par le Shah d'Iran après son retour au pays le 22 août 1953, face à la coalition des partisans de l'autorité de Mohammad Reza Chah, des services secrets étrangers (CIA et SIS), de l'armée iranienne et des factions religieuses, il est remplacé par le général Fazlollah Zahedi et est placé en résidence forcée pour le restant de ses jours.
Par son opposition farouche à l'intervention des puissances occidentales dans les affaires intérieures iraniennes, Mossadegh est généralement considéré comme l'une des figures du nationalisme au XXe siècle au Moyen-Orient, le symbole d'un refus des ingérences étrangères, d'une résistance aux puissances coloniales, et en particulier au Royaume-Uni, à l'instar de Gamal Abdel Nasser en Égypte à la même époque.

## Biographie et carrière politique

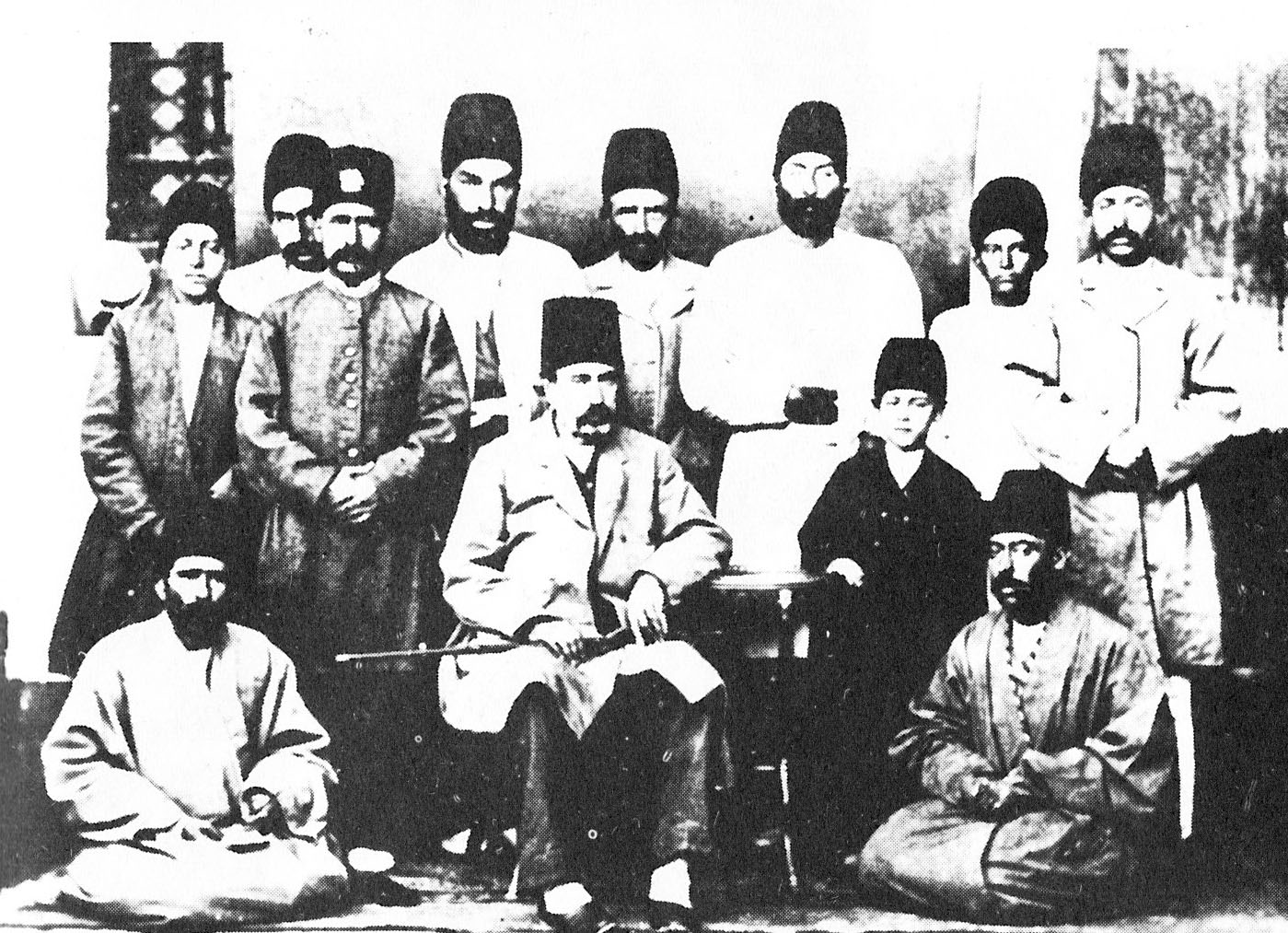
Le Mirza Hedayat (assis au milieu) avec le Mirza Mohammad (à droite) dans le Khorassan (vers 1892).

### Origines familiales
Né à Téhéran le 16 juin 1882, Mohammad Mossadegh était le fils du Mirza Hedayat (diminutif d'Hedayatollah) Ashtiani Bakhtiari, haut fonctionnaire (gestionnaire) au ministère des finances (Mostofi) de Nasseredin Chah ayant reçu le poste de Vazir-e-Daftar (sorte de conseiller au ministère des finances), et de Malek Taj Firouz Najmeh os-Saltaneh, princesse (Shahzadeh) Qajar (1858-1933). Il était par sa mère Nadjmeh-al-Saltaneh — une petite-fille d'Abbas Mirza, cousine de Nasser al-Din Shah Qajar et sœur de Abdol-Hossein Farmanfarma —, un neveu de Mozaffaredin Shah. Le père du Mirza Mohammad, le Mirza Hedayatollah, était le cousin de Mostofi-al-Mamalek, le père de Hassan Mostofi. Le Mirza Mohammad avait deux frères, les Mirza Hossein et Ali.
Mohammad Mossadegh était connu sous le nom de Mirza Mohammad avant l'adoption du nom « Mossadegh » par sa famille en 1923, quand l'état-civil iranien abolit les titres de noblesse (Mirza signifiant « prince »,) et ordonna la création d'un patronyme officiel pour tous les habitants du pays. Le Mirza Mohammad reçoit son éducation d'un précepteur.
Il perd son père à l’âge de dix ans et est élevé par sa mère qui lui inculque dès son plus jeune âge la notion de conscience sociale.

### Gestionnaire financier (Mostofi)

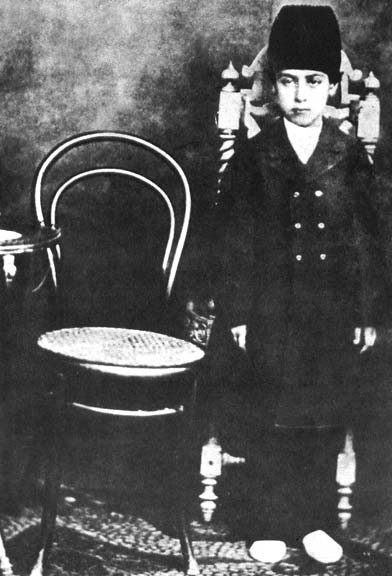
Mirza Mohammad enfant.

Il est nommé le 9 septembre 1888 à 9 ans adjoint au poste financier de son père, Mostofi-Aval (premier directeur financier), après intervention de ce dernier auprès de Nasseredin Shah, qui répondit favorablement à la demande et plaça Mirza Mohammad comme Mostofi-aval sur la liste des employés du domaine sous la juridiction de Mirza Hedayat. À l'âge de douze ans Mirza Mohammad est employé par Mirza Mahmoud, le directeur financier de Khorrasan, qui lui reverse un revenu mensuel de 120 tomans prélevés sur le compte des « différences de trésorerie ». À cette même époque, Mirza Mohammad reçut une vraie formation de mostofi.
À la mort de son père le 29 août 1892, Naserredin Shah nomma le frère aîné de Mirza Mohammad, Hossein Mirza, Vazir-e-Daftar en remplacement de son père. Également, le Chah accorde au plus jeune frère, Mirza Ali, le titre de Movasegh-al-Saltaneh (L'estimable du Royaume) et Mirza Mohammad a reçu le titre Mossadegh al-Saltaneh (Le juste du Royaume), ou de Mossadegh os-Saltaneh (en persan : مصدق السلطنه, Celui dont l’honnêteté a été constatée), patronyme qu'il adoptera lui, ainsi que sa famille plusieurs années plus tard.
Trois ans après la mort de son père, sa mère Nadjmeh-al-Saltaneh épousa Mirza Fazl-Allah Vakil-al-Molk, secrétaire privé de Mozaffar ad-Din, le nouveau chah. La tante de Mirza Mohammad, sœur de sa mère Nadjmeh -al-Saltaneh était déjà mariée à Mozaffar ad-Din Shah à ce moment-là. Le 21 décembre 1896, à l’âge de quinze ans[réf. nécessaire], sur l'ordre de Mozaffar ad-Din Shah, Mirza Mohammad dit Mossadegh-al-Saltaneh est nommé inspecteur des finances de la province du Khorassan, où son travail, depuis qu'il a douze ans, y est reconnu juste et efficace.
Sous le règne de Mozaffar ad-Din Shah, Mohammad Mossadegh-al-Saltaneh acquit une grande fortune. À 13 ans, il avait quatre sources de revenus: une partie de l'héritage de son grand-père Firuz Mirza, frère de Mohammad Shah, son salaire comme Mostofi, son salaire en tant que directeur financier de Khorsasan et après la mort de son père une part d'héritage quasi équivalente à ce qu'il percevait avec le poste précédent. En seulement dix ans, il était devenu, avec sa famille, l'un des plus grands propriétaires fonciers iraniens : dans les notes publiées par les jeunes éditions Sayf-Allah Vahidniya au début de la révolution constitutionnelle de l'Iran, on trouve une liste de 93 plus grands propriétaires fonciers du pays, parmi lesquels Mohammad Mossadegh-al-Salteneh, sa mère, son beau-père, ses deux frères, sa tante et son oncle Abdol Hossein Mirza Farmanfarma.

### La révolution constitutionnelle
Pendant la révolution constitutionnelle iranienne, de 1905 à 1911, le peuple de Perse se souleva contre la domination absolutiste de Mozaffaredin Chah et se battit pour obtenir une constitution et un parlement ; Mohammad Mossadegh passa alors pour un opposant au mouvement parlementaire. Après la constitution du premier parlement, les députés abolirent l'ancien système des administrateurs financiers (Mostofis) et cherchèrent à établir un système économique transparent qui puisse servir de base à la création d'un budget et d'une administration publique. Les problèmes financiers se régulèrent temporairement de mai à décembre 1911 avec la nomination de l'américain Morgan Shuster au poste de trésorier général de Perse.

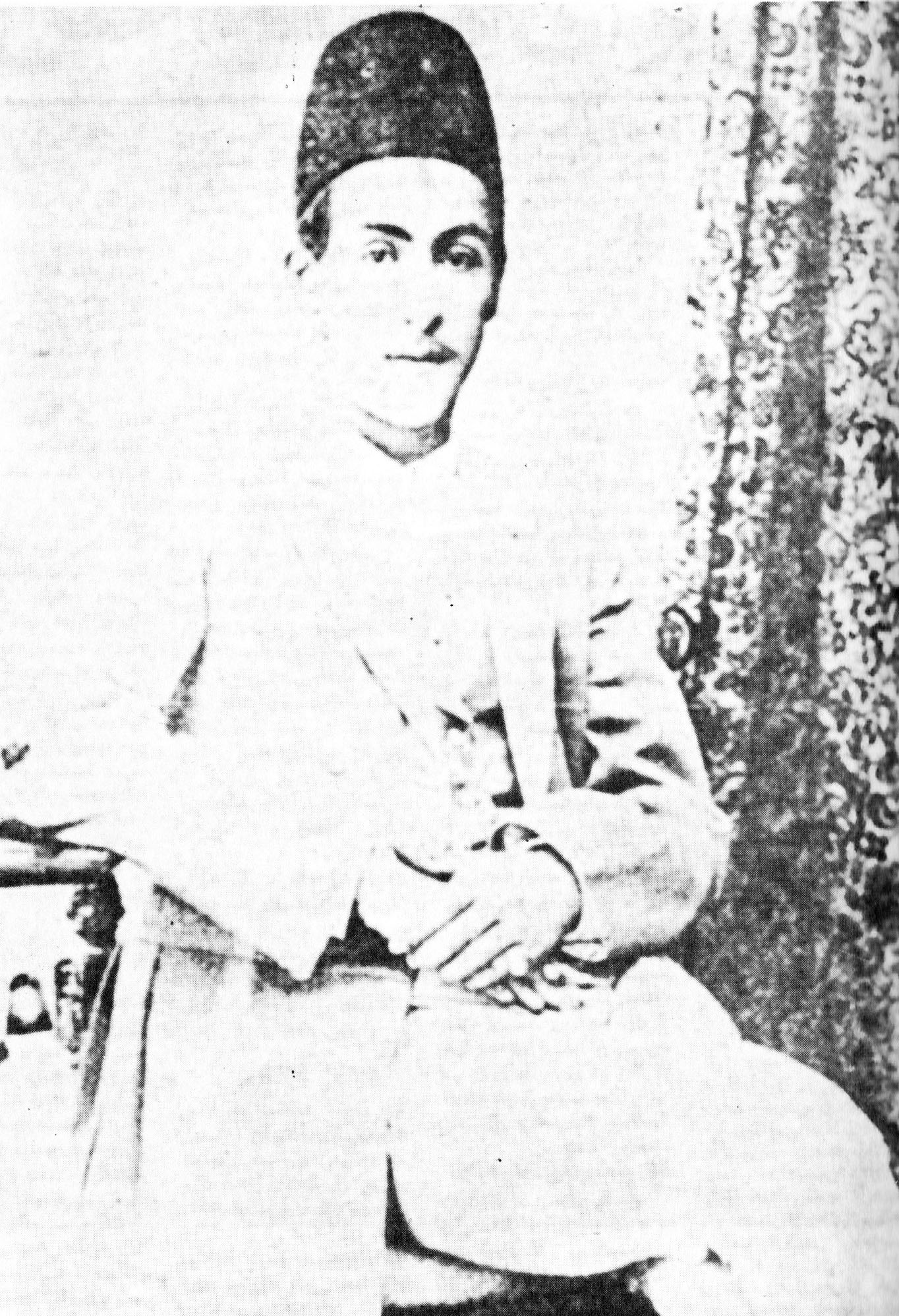
Mohammad Mossadegh peu avant la révolution constitutionnelle.

Mohammad Mossadegh devait prendre le relais du poste de son frère aîné - Vazir-e-Daftar. Après la ratification de la Constitution et la mise en place du Majlis, cependant, le transfert direct d'un poste à un parent n'était plus possible. En outre, le Parlement avait aboli les paiements spéciaux coutumiers (Rosoum) pour les concessions accordées par les mostofis, de sorte que le poste perde son attrait financier. Mossadegh décida donc de quitter son poste de mostofi et de se présenter aux élections du nouveau parlement. Le parlementarisme en Iran était cependant encore complètement nouveau. Le suffrage était un suffrage de classe et puisque les députés n'étaient initialement pas rémunérés financièrement pour leur travail, plusieurs mandats restaient sans candidats. L'exigence formelle pour la candidature était que l'on ait vécu dans la circonscription que l'on voulait représenter, que l'on soit membre de la classe appropriée, de n'occuper aucune fonction publique et avoir au moins 30 ans. Au Khorassan, où travaillait Mossdaegh, le poste était déjà pourvu, mais à Ispahan, où la femme de Mossadegh possédait deux propriétés, il n'y avait cependant aucun représentant de la classe des notables.
Comme la date des élections était déjà passée, le gouverneur d'Ispahan écrivit une lettre au président du Parlement dans laquelle il demandait la nomination de Mohammad Mossadegh en tant que représentant des élus d'Ispahan pour la classe des notables. Toutefois, la commission de vérification du Parlement rejeta la demande du poste pour Mossadegh, car il n'y avait pas eu de consultation à Ispahan et Mossadegh n'avait pas encore atteint l'âge minimum de 30 ans. De plus, il n'habitait pas à Ispahan et n'était pas connu là-bas. Après que l'intervention au parlement n'eut pas abouti, le député Seyyed Hassan Taghizadeh empêcha la tenue d'un vote en faveur de Mossadegh en se référant à la commission électorale. Mossadegh garda un goût amer de cet échec et fut un adversaire politique virulent de Taghizadeh. Mossadegh se tourna vers son oncle Abdol Hossein Mirza Farmanfarma en espérant que ce dernier puisse jouer de son influence. Farmanfarma, alors ministre de la Justice, en toucha mot au président du Parlement Ehtejam al-Saltaneh, qui proposa par la suite à la 190e session du parlement (13 novembre 1907) d'admettre exceptionnellement Mossadegh en raison de sa qualification en tant qu'ex-mostofi. Mais même cette tentative échoua, les députés du Majlis estimant en majorité que Mossadegh n'avait pas à bénéficier une exception aux règlements légaux. Néanmoins, après ça, Mossadegh est élu représentant d’Ispahan à la première assemblée du Parlement nouvellement créé mais ne peut y siéger car il est trop jeune.
En 1907, Mohammad Mossadegh s'inscrivit au Collège de science politique de Téhéran, dirigé par Mohammad Ali Foroughi, mais n'assista pas aux cours. On raconte que Mossadegh ne voulait pas être considéré comme un député-étudiant. Quand il voulut s'inscrire aux examens finaux en 1908, Foroughi lui refusa la participation aux examens, car il n'avait pas assisté aux cours. Cette décision établit une hostilité permanente entre Mossadegh et Foroughi.
Pendant ce temps, la lutte de pouvoir entre le Parlement et Mohammed Ali Shah atteignit son paroxysme : le 23 juin 1908, le Chah fit bombarder le parlement, ce qui commença avec les canons de la brigade des Cosaques perses. Les 600 défenseurs armés du parlement durent affronter 2 000 cosaques perses. Après quatre heures, le combat inégal était terminé. Les défenseurs du parlement avaient dû abandonner. Les nouvelles élections prévues pour le 8 août 1908 furent annulées, et Mohammed Ali Shah déclara le 22 novembre 1908 qu'un parlement par essence violait la loi islamique. Le Parlement fut remplacé par un Haut Conseil nommé par Mohammed Ali Shah qui se composait de 50 membres personnellement sélectionnées par le Chah parmi les hautes classes de propriétaires, marchands, notables et princes royaux, conseil qui ne représentait plus les gens ordinaires. Le Haut Conseil rédigea des projets de loi rejetés ou approuvés par Mohammed Ali Shah par sa seule signature. Après l'échec que Mohammad Mossadegh avait essuyé face au Majlis, il eut alors plus de succès. Il fut l'un des 50 membres choisis et par Mohammed Ali Shah au Haut Conseil. La période suivante du 23 juin 1908 au 16 juillet 1909, considérée comme une brève période de dictature, devait durer jusqu'en juillet 1909, lorsque les combattants du mouvement constitutionnel de Tabriz, du Gilan et d'Ispahan libérèrent Téhéran et mirent fin à la dictature de Mohammed Ali Shah.

### Études en France et en Suisse
Mossadegh pense ensuite à poursuivre ses études ; décidé par l'instabilité politique, il part en 1909 et songe à poursuivre ses études en France. En janvier 1909, il reçoit une audience avec Mohammed Ali Shah, afin d'obtenir un laissez-passer du département d'État pour aller en Europe. Déclarant qu'il devait accompagner personnellement son demi-frère Abolhassan Seghat al Dowleh dans un internat en Europe, il reçoit la signature de Mohammad Ali Shah ; il paye 2 800 tomans en « frais de traitement » au ministre des Affaires étrangères Saad al-Dowleh qui lui délivre son passeport au nom de Mohammad Mossadegh, pour la première fois enregistré comme son nom de famille officiel. En mars 1909, Mossadegh quitte sa famille et toutes ses possessions en Iran pour prendre la mer pour gagner Tbilissi (le responsable persan des formalités pour l'Europe était le consulat général de Perse à Tbilissi), puis Batoumi, reprend ensuite la mer pour arriver à Marseille via laquelle il se rend à Paris. Mossadegh arriva à Paris en mars 1909, quelques mois avant de nouveaux événements politiques en Iran. Le 13 juillet 1909, Téhéran est occupé par les militants du mouvement constitutionnel, et Mohammed Ali Shah se réfugie à l'ambassade de Russie puis est déposé le 16 juillet 1909 par le Haut Conseil. En octobre 1909 ont lieu les élections au deuxième parlement de l'Iran, constitué le 15 novembre 1909.

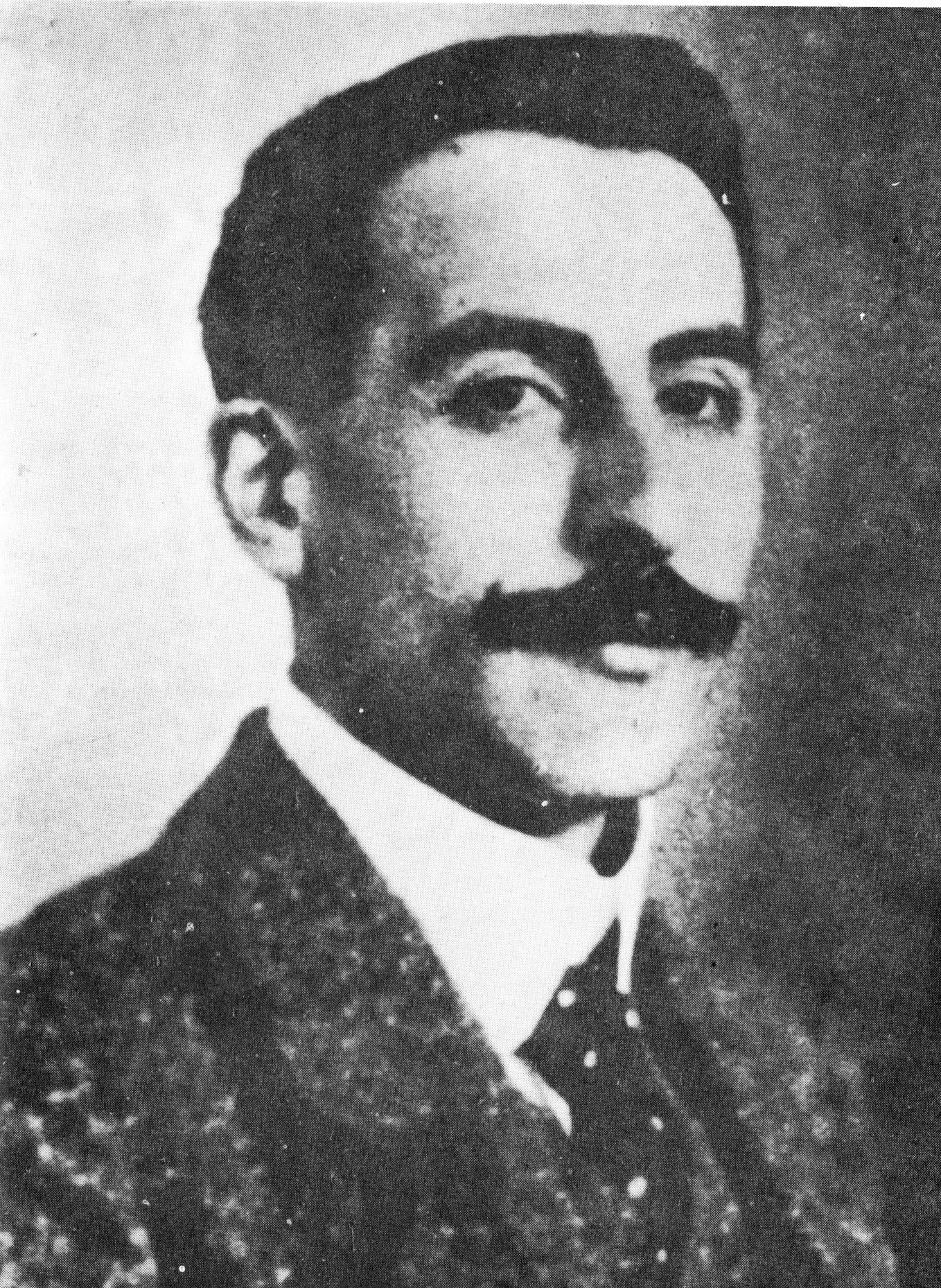
Mohammad Mossadegh en 1912

Mohammad Mossadegh s'inscrit en mars 1909 à l'École libre des sciences politiques après son arrivée à Paris. Mais son inscription en tant qu'étudiant régulier pose problème car il n'a pas de diplôme d'études secondaires et ne peut pas non plus fournir une preuve de ses compétences linguistiques en français. C'est une lettre de recommandation d'Hassan Vosough, un de ses parents, qui était devenu ministre des Finances après la chute de Mohammad Ali Shah, à l'intention au directeur de l'université qui permit à Mossadegh de s'y inscrire, de suivre les cours et de participer aux examens de l'université.
Ayant obtenu son diplôme, il se rend ensuite en Suisse, où il poursuit des études de droit à l’université de Neuchâtel au semestre d'hiver 1910. Tombé malade, il doit s'absenter après la fin de l'année académique 1910/1911 mais revient ensuite. Au cours du semestre d'été de 1913, Mohammad Mossadegh est diplômé de l'université de Neuchâtel d'une licence en droit et commença ses études de doctorat. Il rentre à Téhéran trois mois après l'acceptation de son sujet de thèse, la loi sur la succession islamique, par le conseil de faculté de l'université. De retour à Neuchâtel, Mossadegh entama un stage de six mois au cabinet d'avocats Jean Roullet. Mossadegh y traduisit plusieurs textes persans en français avec l'aide d'un camarade de classe iranien. En juillet 1914, Mossadegh présenta sa thèse Le testament de droit musulman (branche chiite) qui fut validée PhD.
Au début de son emploi au cabinet d'avocats, Mohammad Mossadegh demanda la nationalité suisse, qu'il reçut sans problème grâce à une preuve de résidence de trois ans et à un certificat de bonne conduite de la part de la ville de Neuchâtel.

### Retour en Iran
Le 2 août 1914, au début de la Première Guerre mondiale, Mohammad Mossadegh, devenu docteur en droit, rentre à Téhéran. Il occupe par la suite plusieurs fonctions administratives: en 1916, il devient sous-secrétaire du ministère des Finances et en 1917 vice-ministre des Finances. En 1919, il remplace son oncle le prince Farmanfarma comme gouverneur de la province du Fars, une nouvelle fois recommandé par Vosough. Il occupe le poste de gouverneur du Fars jusqu'en 1921. Son mandat de gouverneur prend fin peu après le coup d'État du 21 février 1921, qui fait de Seyyed Zia'eddin Tabatabai le nouveau premier ministre. Mossadegh, qui avait été nommé gouverneur par Ahmad Shah, refusa de coopérer avec Tabatabai. Mossadegh échappa aux arrestations massives menées par Tabatabai, qui visaient principalement les grands propriétaires fonciers (le gouvernement visait surtout ceux qui n'avaient pas payé leurs impôts). La résistance politique massive des propriétaires, ainsi que des contentieux avec plusieurs autres personnalités ainsi que le roi, força Tabatabai à démissionner le 23 mai 1921 ; Ahmad Ghavam, dit Ghavam os-Saltaneh, devint premier ministre.
À cette époque, les premiers ministres étaient en quelque sorte « élus » par le Parlement, qui « pressentait » une personnalité à la majorité. Cependant, la Constitution stipulant que seul le Chah nommait et destituait le Premier ministre, le nom du pressenti était ensuite transmis au roi qui nommait officiellement le chef du gouvernement.

### Ministre, gouverneur, député puis retrait

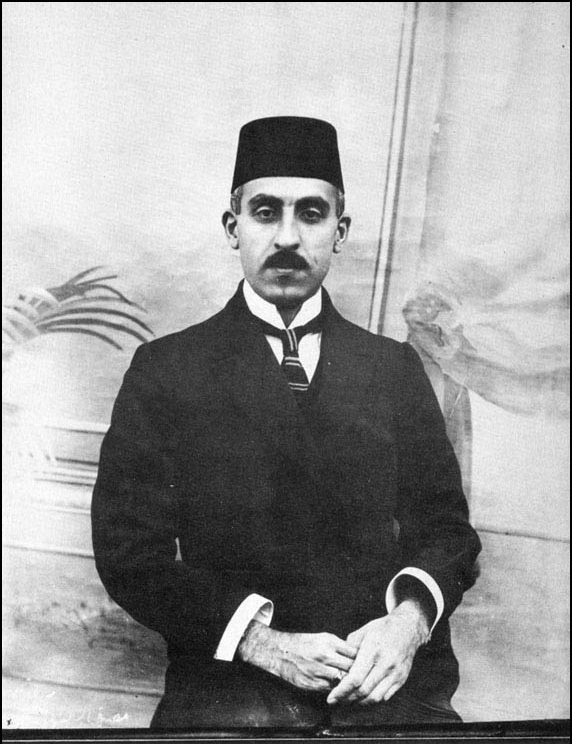
Mohammad Mossadegh dans les années 1920

Le 21 novembre 1921, Mossadegh devint ministre des Finances dans le cabinet de Ghavam, après avoir brièvement occupé le poste de ministre des Affaires étrangères. Mossadegh travailla étroitement avec Reza Khan, son collègue du cabinet et ministre de la Guerre. Mossadegh demanda des pouvoirs spéciaux au Parlement pour être en mesure de réformer fondamentalement le ministère des Finances, ce que le Parlement lui accorda initialement avant de faire volte-face. Ghavam, après un inter-gouvernement d'Hassan Pirnia de janvier à juin 1922, démissionna de son poste de Premier ministre en janvier 1923, remplacé par Hassan Mostowfi, puis de nouveau Hassan Pirnia. Pirnia nomma Mossadegh gouverneur de l'Azerbaïdjan en juin 1923, mais devant les réticences de Mossadegh à quitter Téhéran, le premier ministre le nomma finalement ministre des Affaires étrangères. Mossadegh et Reza Khan (toujours ministre de la Guerre) se retrouvèrent une nouvelle fois collègues au gouvernement. Moins d'un an plus tard, le 28 octobre 1923, Pirnia démissionnait de son poste de Premier ministre. Le nouveau Premier ministre fut Reza Khan, mais ce dernier n'offrit aucun poste à Mossadegh dans son cabinet. La nouvelle élection parlementaire approchant, Mossadegh décida donc de demander un siège au parlement ; il fut élu membre de la circonscription de Téhéran au cinquième Parlement (Majlis)
Élu en 1925 à la cinquième assemblée du Parlement iranien, il s'oppose à la nomination du Premier ministre, Reza Khan en tant que nouveau monarque d'Iran. L'assemblée légitime cependant la création de la nouvelle dynastie Pahlavi (115 votes pour, 5 contre, 30 abstentions). Opposé au couronnement du nouveau monarque, son argument était le suivant : « Reza Khan gouverne très bien le pays et il faut qu'il continue à le faire. Pour cela, il doit rester Premier ministre. S'il devient Roi, soit il respecte le principe de monarchie démocratique, constitutionnelle, et il ne doit pas gouverner, et cela serait dommage. En revanche, s'il se décide à gouverner en tant que Roi, il devient par définition un dictateur, et nous ne nous sommes pas battus en faveur de la démocratie pour avoir encore une fois un Roi dictateur. » Mossadegh se brouille vite avec Reza Khan, devenu Reza Chah Pahlavi. Le député ne cherche alors pas à se faire réélire à la septième assemblée en 1928 et se retire pendant seize ans de la vie politique dans le village d'Ahmadabad, où se trouvent ses domaines. Selon une autre version, c'est Reza Chah qui l'aurait contraint à s'éloigner de la vie politique, notamment en empêchant sa réélection à la septième assemblée et en le faisant exiler à Ahmadabad.
Le nouveau chah et Mossadegh entretiendront cependant plusieurs années des relations cordiales, et Reza Chah aurait proposé certains postes administratifs haut placés à Mossadegh au fil des années, que ce dernier aurait cependant refusés.
Néanmoins, à la toute fin de son règne, en juin 1940 et quelques mois avant l'invasion anglo-soviétique de l'Iran, Reza Chah fait arrêter Mossadegh et l'expédie dans une petite ville du Khorassan, probablement pour se prémunir contre des représailles britanniques à cause de l'anglophobie de nombreux notables iraniens - ce qu'il n'évitera finalement pas.

### Le retour sur la scène politique: Député au Majlis

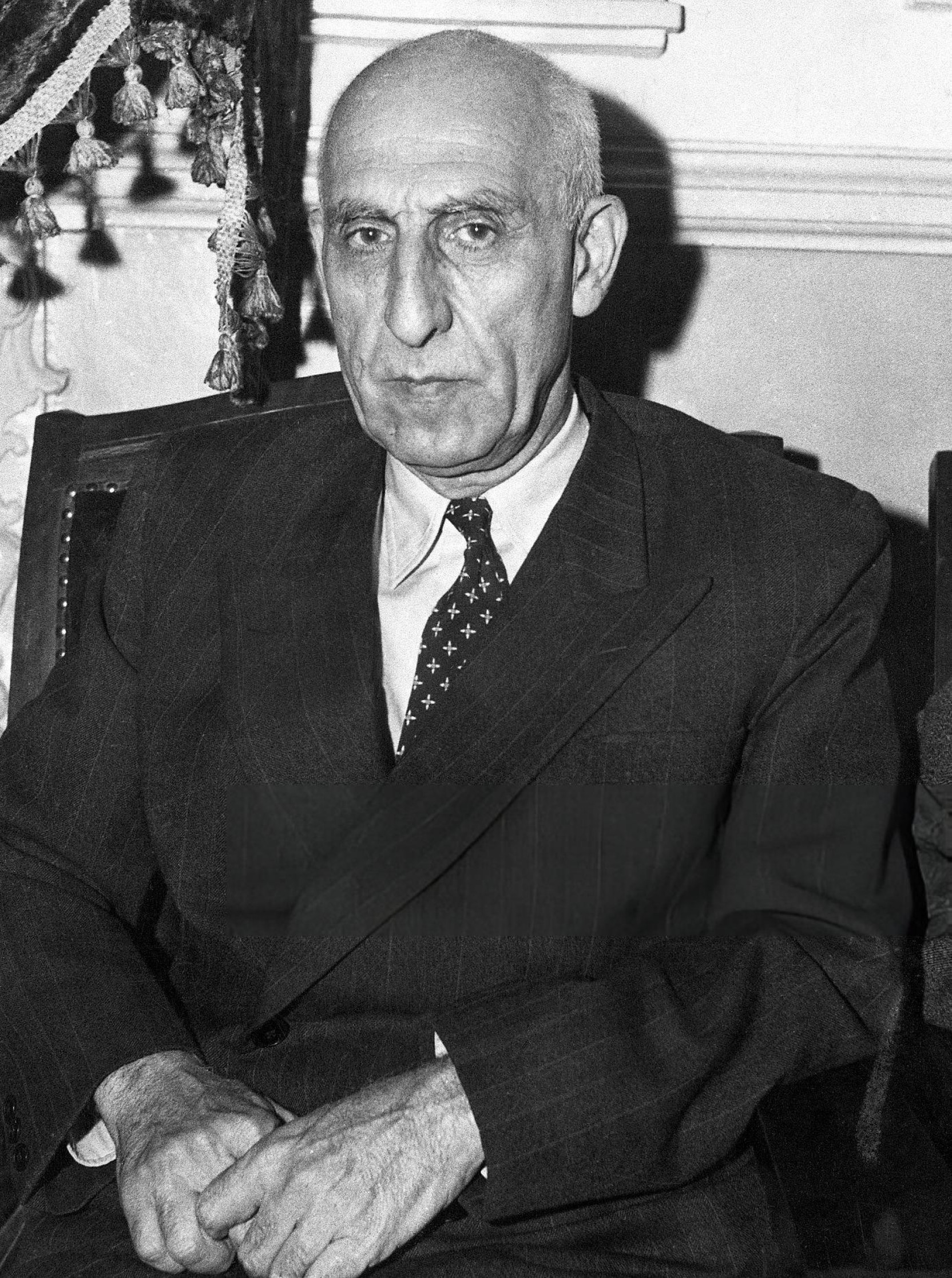
Mossadegh vers la fin des années 1940

En 1941, Reza Chah abdique en faveur de son fils Mohammad Reza Chah Pahlavi en pleine invasion de son pays par les troupes alliées soucieuses d'assurer le réapprovisionnement du front de l'Est via le « Corridor Perse ». Mossadegh, toujours en exil, est libéré et invité par le nouveau roi à rentrer sur la capitale peu après son avènement.
Le pays reste sous occupation étrangère jusqu'en 1945. Revenu à la politique dès 1942, Mohammad Mossadegh va alors se tailler, en pleine occupation étrangère, un rôle de tribun nationaliste, adversaire de toutes les ingérences étrangères, surtout britannique, les deux grands ennemis de la Perse depuis le XIXe siècle, aux prises de paroles théâtrales et lyriques, toujours à la recherche de l'intérêt national, ce qui lui vaut une grande popularité. Il est élu député en 1944 au quatorzième parlement iranien et siège dans les rangs des nationalistes. Avec le temps, le public lui donnera le surnom affectif de « Vieux Lion ».
Peu de temps après sa nomination, Mossadegh se voit pressentir et offrir le poste de Premier ministre, qu'il accepte pour seulement quelques jours, préférant garder son poste de député en cette période d'instabilité gouvernementale. Sous le gouvernement de Mohammad Sa'ed Maraghei, son « successeur », il dépose devant le Majlis un projet de loi visant à empêcher l'URSS de prendre possession des exploitations pétrolières au nord du pays, de par l'interdiction faite aux ministres de signer des concessions pétrolières sans accord du Parlement. Le projet est ratifié en décembre 1944. Il fit obstacle aux appétits soviétiques sur les richesses de l'Iran, matérialisées par la crise Irano-Soviétique (1946-1947).
Mossadegh perdit en 1946 sa circonscription lors des élections du quinzième parlement car il ne fut pas réélu. En décembre 1947, Mossadegh fut candidat à la succession du Premier ministre Ghavam, mais échoua d'un seul vote (53 pour, 54 contre). La majorité du parlement vota pour Ebrahim Hakimi, qui devait rester en fonction pendant un an. Son successeur fut Abdolhossein Hajir, qui démissionna après six mois de son mandat et fut remplacé par Mohammad Sa'ed Maraghei. Hajir fut pris en charge dans le cabinet de Maraghei en tant que ministre de la Cour, et fut responsable du lien entre le gouvernement et le Chah.

#### Le pétrole iranien

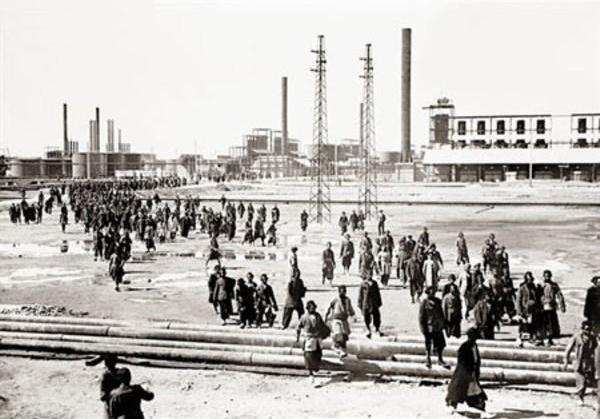
Raffinerie d'Abadan et ses employés, 1913

Le pétrole, dont l'Iran est le plus ancien et, à l'époque, le principal producteur au Moyen-Orient, échappe à l'emprise du gouvernement qui ne perçoit que des redevances octroyées par la toute-puissante Anglo-Iranian Oil Company (AIOC), devenue alors propriété de l'Amirauté britannique et plus grosse capitalisation boursière britannique. Les bénéfices étaient très inégalement répartis entre la compagnie britannique et l'État persan. Par exemple : En 1923, l'APOC paya 565 250 livres sterling (2,8 millions de dollars) au gouvernement central à Téhéran. Le consul américain à Boushehr évalua les excédents de l'APOC sur l'année à environ 28 millions de dollars. Les fonds transférés au titre de la redevance correspondaient ainsi à environ 10 % de l'excédent. En faisant le calcul, on peut dire que les frais de concession s'élevaient à 4 shillings par tonne de pétrole brut. Dans le but d'obtenir plus de revenus pour le pays, le gouvernement de Reza Chah avait conclu un nouvel accord avec l'Anglo-Persian Oil Company en 1933 - la compagnie pris le nom d'Anglo-Iranian Oil Company après 1935 et le changement de nom du pays de Perse en Iran. Après cela, sur une période de 60 ans, selon l'accord, l'Iran devait percevoir environ 8 % de plus du produit net de la vente de pétrole brut, sans compter les recettes du raffinage et de la vente de produits pétroliers finis. Un amendement visant à atteindre entre 20 et 25 % des bénéfices reversés à l'État iranien.

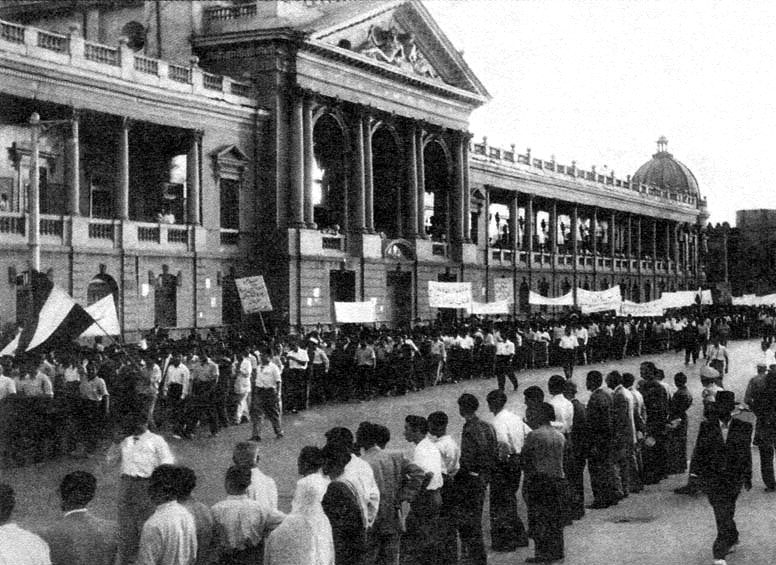
Manifestation en faveur de la nationalisation, années 1950

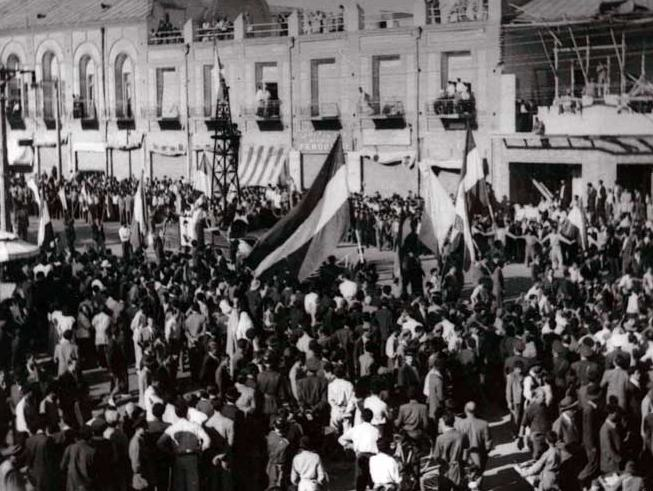
Manifestation en faveur de la nationalisation, années 1950

Durant la Seconde Guerre mondiale, les troupes anglo-soviétiques occupent l'Iran, en humiliant la population locale, afin de garantir une route de ravitaillement vers l'URSS, en lutte contre l'Allemagne nazie sur le Front de l'Est. Ils utilisent pour ce faire le chemin de fer trans-iranien. Fait qui alimente les polémiques, Mossadegh allant jusqu'à accuser Reza Chah de l'avoir fait construire afin de permettre aux Britanniques d'envahir plus facilement le pays. En 1947, l'AIOC obtint un produit net de 40 millions £, dont 7 millions £ furent versés à l'Iran, ce qui correspondait à seulement 18 % des revenus complets. Néanmoins, pendant la Seconde Guerre mondiale et la crise irano-soviétique qui suivit, l'Iran ne songeait pas à une révision de l'accord de 1933. L'Iran fut occupé jusqu'en 1944 par les troupes alliées (jusqu'en 1946 pour les Soviétiques) et ne peut recouvrir sa capacité d'action indépendante qu'en 1947. Lors de la guerre, les Alliés avaient révisé l'accord pour orienter la production pétrolière ainsi que ses revenus à l'effort de guerre ; le gouvernement iranien voulait parvenir à une solution comparable au Venezuela, dont la version révisée de 1942 de toutes les concessions pétrolières prévoyait une répartition de 50/50 du produit net. En février 1949, les négociations entre l'AIOC et le ministre des Finances Abbas Gholi Golshaiyan du gouvernement de Mohammad Sa'ed commencèrent, dans le but de réviser l'accord de 1933. En 1950, les négociations de l'Arabian-American Oil Company (ARAMCO) entre les États-Unis et les Saoudiens déboucha sur un nouvel accord, prévoyait une répartition 50/50 des revenus pétroliers nets du grand pays de la péninsule arabique. Pour le gouvernement iranien, le Parlement et le Chah, il était naturel qu'un système similaire devait être mis en place avec l'AIOC. Si l'AIOC n'accédait pas à ces demandes, l'industrie pétrolière devrait être nationalisée. Mossadegh lui, estimait que la concession de 1933 accordée à l'AIOC par l'Iran était « immorale et illégale », contestant alors tous les aspects de la présence commerciale britannique en Iran, et prônant l'idée d'une nationalisation complète et sans concession. Les Britanniques dirent plus tard qu'ils craignaient que, si la politique de Mossadegh l'emportait, « les nationalistes de par le monde pourraient abroger les concessions britanniques en toute impunité ».
La chronologie complète de la nationalisation de l'industrie pétrolière s'étale de 1950 à 1954.
La nationalisation, si elle s'est vue soutenue par la totalité du peuple iranien, a des attraits différents selon les uns et les autres. Pour le parti communiste Tudeh la nationalisation était une étape importante dans la mise en place d'un Iran socialiste. Pour Mohammad Mossadegh et son parti le Front national, ça allait plus avec la souveraineté politique et l'honneur national. Les islamiques et leurs partisans y virent une lutte contre l'occidentalisation (gharbzadegi) de l'Iran.

#### Tentatives d'assassinats contre le Chah et Abdolhossein Hajir
Le 4 février 1949, le Chah Mohammad Reza Pahlavi fut victime d'un attentat. L'assassin Fakhr Arai tira plusieurs coups de feu sur le Chah, qui le blessèrent, mais ne le tuèrent pas. À la suite de cet attentat, le Parti communiste Tudeh fut interdit, bien que l'affiliation du tireur n'ait pu être établie de façon certaine à l'extrême-gauche ou à l'islamisme.
Lors des élections au Parlement le 16 octobre 1949, Mossadegh et sept de ses collaborateurs firent savoir à Mohammad Reza Chah que les élections n'avaient, à leur avis, pas été menées correctement. Le Chah reçut Mossadegh et ses partisans et leur promit des élections libres et équitables. Après la conversation, Mossadegh annonça la création d'une nouvelle alliance politique dont il devint le chef : le parti « Jebhe-ye Melli » ou Front national, qui proposa douze candidats à Téhéran aux élections parlementaires. Mozaffar Baghai, qui faisait partie des fondateurs du Front national fonda une organisation d'observation des élections.
Le 4 novembre 1949, une autre tentative d'assassinat, cette fois fatale, eut lieu contre le ministre de la Cour Abdolhossein Hajir. Hossein Emami, membre du Fedayin de l'Islam, groupe extrémiste déjà impliqué dans l'assassinat d'Ahmad Kasravi, poignarda Hajir alors que ce dernier allait entrer dans la mosquée Sepahsalar à Téhéran pour une célébration officielle le 11 mars 1946. Le lendemain, Hajir mourut de ses blessures graves. Vingt-sept adhérents-membres du Front national, dont Mozaffar Baghai, furent arrêtés car soupçonnés d'avoir participé à l'attaque contre Hajir. Parmi eux, Khalil Tahmassebi, le futur assassin du Premier ministre Haj Ali Razmara. Mossadegh, sur les conseils de Mohammad Daftari, son gendre et chef de la police de Téhéran, quitta la ville de Téhéran et se rendit à son domaine d'Ahmad Abad. Le 10 novembre 1949, les élections parlementaires dans les circonscriptions de Téhéran furent déclarées invalides en raison de l'attaque contre Hajir. Les élections partielles des douze députés de Téhéran eurent lieu le 8 février 1950. Le Front national obtint huit des douze circonscriptions lors de ces élections, mais ne put les occuper au début de la législature le 18 février 1950, les élus étant toujours en prison parce puisque soupçonnés d'avoir participé à l'attaque contre Hajir ou, comme Mossadegh, s'étaient retirés. L'enquête sur l'attaque contre Hazhir prit fin au début d'avril 1950. Hossein Emami fut condamné à mort en tant que délinquant unique et exécuté. Mossadegh, Baghai et les autres membres élus du Front national purent exercer leur mandat à partir du 25 avril 1950,,,.
C’est alors que Mossadegh joue un rôle crucial dans la nationalisation de l’industrie pétrolière en Iran.
Le nationalisme est de retour en Iran à cette époque, alors que l'influence des puissances étrangères, notamment celle du Royaume-Uni, est à son apogée.

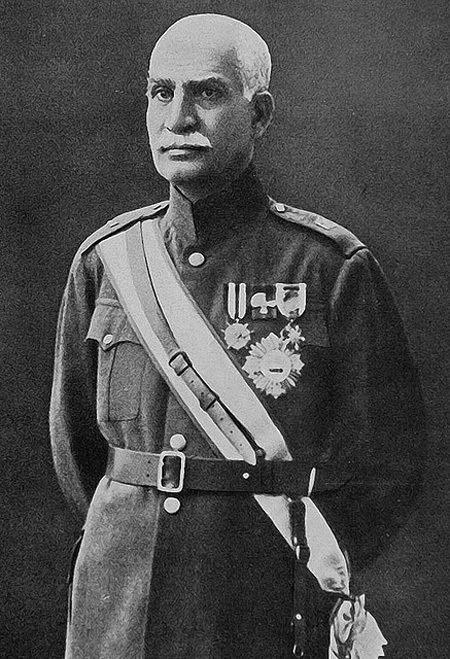
Reza Chah
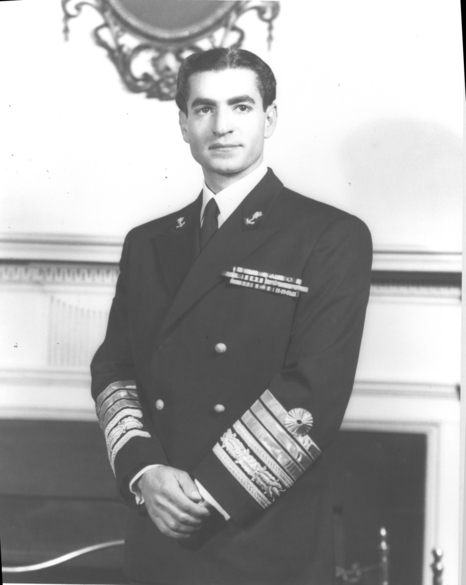
Mohammad Reza Chah
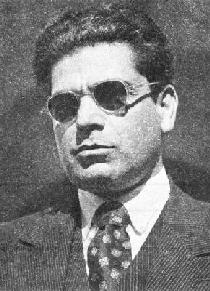
Abdolhossein Hajir
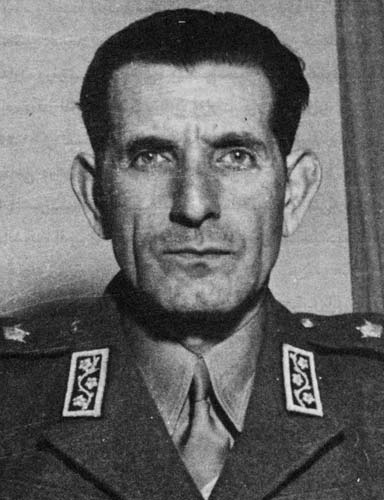
Haj Ali Razmara
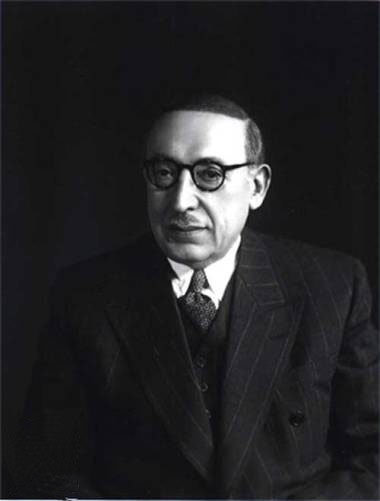
Ahmad Mirza Ghavam os-Saltaneh

#### Création du Comité parlementaire sur les questions pétrolières

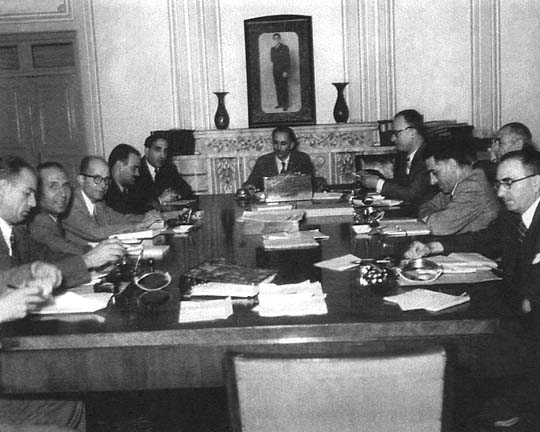
Commission pétrolière du Parlement iranien, Allahyar Saleh (au centre) ; à droite de Saleh : Abdollah Moazami, Hassibi, le Dr Shayegan, le juge suprême Sorouri, Hossein Makki ; à gauche de Saleh: Dr Matin Daftari, le Dr Reza-zadeh Shafagh, Abol Qassem Najm, le sénateur Naghavi.

Au milieu de l'année 1949, la question de l'industrie pétrolière était donc la question politique dominante au parlement iranien. Les résultats des négociations avec l'AIOC sur la question par Abdolhossein Hajir avaient donné plusieurs ébauches de nouveaux accords en 1948, et le 17 juillet 1949, une solution avec l'AIOC négociée par le ministre des finances Abbasgholi Golschaiyan : il avait demandé à la compagnie à une part de 50 % de ses bénéfices pour l'Iran, un nouvel accord sur la durée de la concession et un examen des conditions de licence tous les 15 ans. Le 13 avril 1950, Rajab Ali Mansour valida son vote de confiance au Parlement en tant que Premier ministre. En tant que première et urgente tâche à accomplir, Mansour chercha à faire ratifier l'accord Gass-Golshaiyan afin de stabiliser les finances publiques grâce à des revenus garantis de la concession pétrolière. Mossadegh et les autres nationalistes s'y opposèrent, estimant que l'Iran devait aller plus loin, et exiger la nationalisation pure et simple de toute l'industrie pétrolière du pays. Avec sa dithyrambe habituelle, Mossadegh apostropha personnellement Mansour le 20 juin 1950 dans un discours au Parlement et le menaça de lui couper la tête comme un poulet s'il osait faire adopter l'accord Gass-Golshaiyan par la majorité parlementaire. Lors de cette réunion, il fut décidé, par 51 voix, de créer une Commission spéciale sur les questions pétrolières, composée de trois membres de chacune des six commissions parlementaires existantes. Onze députés s'étaient abstenus. La tâche de la commission fut d'analyser l'accord Gass-Golschaiyan. Mossadegh, Baghai, Makki, Ghaschghaii, Saleh, Schaygan, Aschtiyanizadeh, Keschavarz-Sadr, Seyyed Ali Behbahani, Nariman, membre du Front National, votèrent pour la création de la Commission. Lors de la session parlementaire suivante, le 22 juin 1950, les 18 membres du comité furent élus. Mossadegh, Makki, Saleh, Ghaschghaii, Schaygan et Seyyed Ali Behbahani furent choisis comme membres de la Commission. Le 26 juin 1950, le comité se constitua et élit Mossadegh à la quasi-unanimité (une seule voix contre) comme son président.
Le Premier ministre Mansour, probablement encore choqué par l'assassinat, quelques semaines auparavant, d'Hajir et des menaces de Mossadegh à son encontre, démissionna le 26 juin 1950. Son successeur fut le général militaire Haj Ali Razmara, vétéran de la crise irano-soviétique. Le conflit politique entre Razmara et Mossadegh marqua tout le mandat de Razmara, dès le départ. Razmara présenta son cabinet et son programme gouvernemental devant le parlement iranien le 27 juin 1950. Lors de la session suivante, le ton monta et Mossadegh attaqua Razmara : « ... Je jure devant Dieu, que le sang coulera, le sang coulera. Nous nous battrons, et nous pourrons nous tuer. Si vous êtes un militaire, je suis plus soldat que vous. Je vais tuer, dans ce Parlement je vais vous tuer,. » Lors d'une séance spéciale au Majlis tenue le 24 décembre 1950, le Premier ministre Razmara déclara au parlement :
« Je tiens à préciser ici que l'Iran n'a pas actuellement les capacités industrielles pour extraire son propre pétrole et le vendre sur le marché mondial [...] Messieurs, vous ne pouvez pas cautionner un tel projet. Avec le personnel à votre disposition, l'Iran ne pourrait même pas gérer une usine de ciment. [...] Je le dis très clairement, cela met en péril la richesse et les ressources de notre pays, et reviendrait à trahir notre pays et notre peuple ». Le 11 janvier 1951, le Comité des questions pétrolières présenta au Parlement son rapport rejetant l'accord Gass-Golshaiyan. Le Parlement chargea en outre le comité de préparer un plan pour un autre futur accord. Également, le Premier ministre Razmara chargea un groupe d'experts d'examiner, avant tout, la question d'une éventuelle nationalisation totale. Les experts Fathollah Nacficy et Baqer Mostofi, employés par l'AIOC, arrivèrent à la conclusion qu'il serait extrêmement difficile pour une compagnie nationale pétrolière iranienne naissante de briser le cartel des compagnies pétrolières internationales et de vendre sur le marché mondial du pétrole brut ou raffiné. La nationalisation entraînerait une perte de revenus importante pour l'Iran et probablement des sanctions des pays spoliés.

#### Assassinat du Premier ministre Haj Ali Razmara

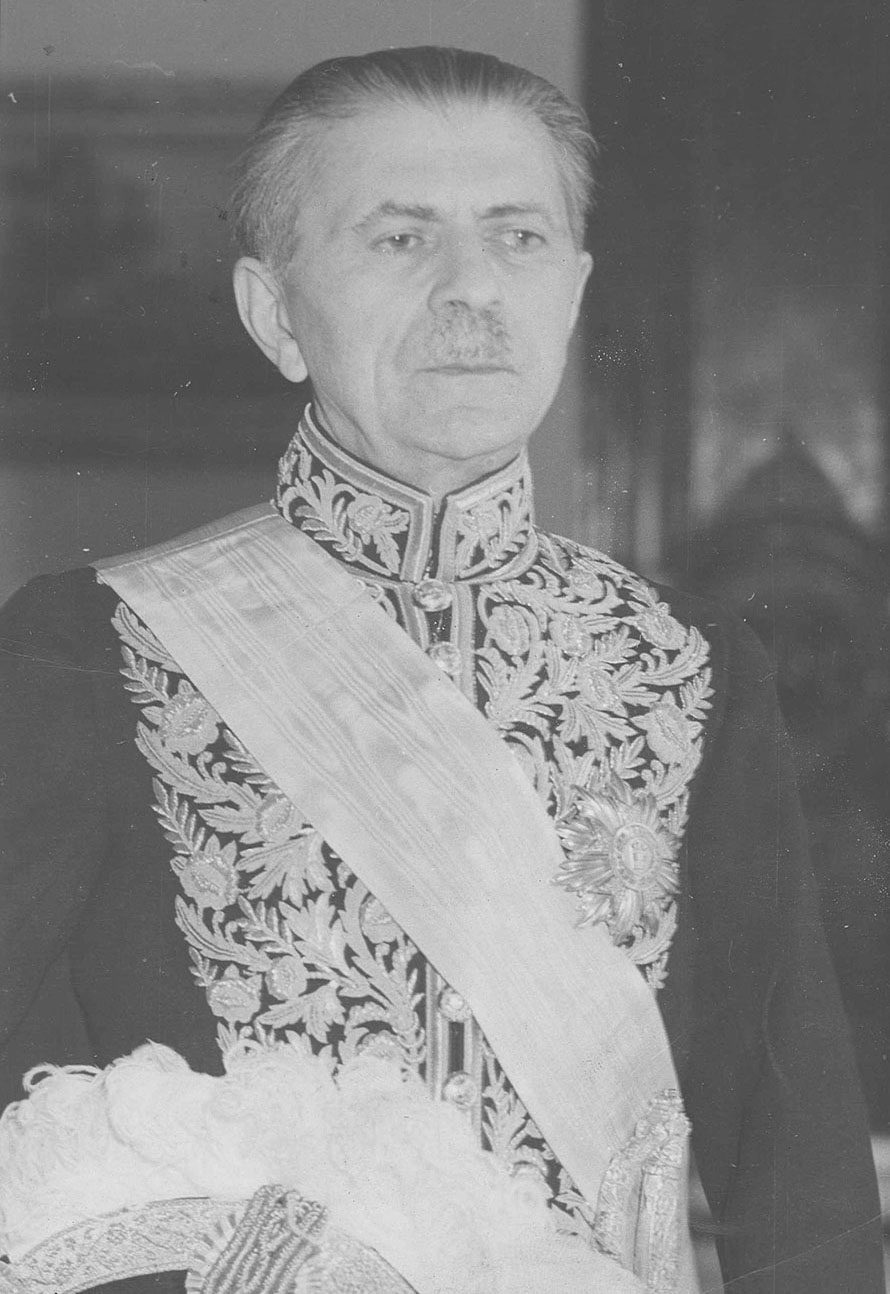
Hossein Ala'

Mossadegh renforça le différend politique avec le gouvernement le 7 mars 1951, lors d'un communiqué de presse sur la position du Premier ministre Razmara dans la question du pétrole
« Au nom du Front national, je déclare que les Iraniens ne ressentent que la plus profonde aversion pour ce que le Premier ministre a dit. Nous considérons qu'un gouvernement est illégitime pour accepter une telle humiliation. Il n'y aura aucun moyen de nationaliser le pétrole tant qu'il tiendra un tel discours. »
Le même jour, Razmara fut assassiné : après un discours au parlement, Razmara se rendit à la mosquée Soltani dans le bazar pour assister aux funérailles de l'ayatollah Fajz. La police avait frayé un chemin pour le Premier ministre à travers la foule. Khalil Tahmasbi, un membre de Fedayin de l'Islam, sortit de l'assemblée, tira trois fois et blessa mortellement Razmara. Tahmasbi fut arrêté sur les lieux. L'ayatollah Abol-Ghasem Kashani déclara que l'assassin de Razmara était un « sauveur du peuple iranien » et exigea sa libération immédiate de prison. Avant l’assassinat, Kashani avait émis une fatwa condamnant Razmara à mort.

#### Nationalisation de l'industrie pétrolière sous le gouvernement d'Hossein Ala'

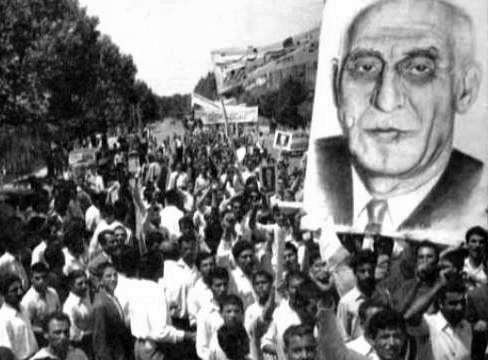
Manifestation de partisans de Mossadegh

Hossein Ala' fut pressenti Premier ministre par le Parlement et nommé par le Chah successeur de Razmara. Le 15 mars 1951, une semaine après l'assassinat de Razmara, le parlement adopta la loi sur la nationalisation de l'industrie pétrolière sous le Premier ministre Hossein Ala'. Le 20 mars 1951, le Sénat - la Chambre parlementaire Haute (par opposition à la Chambre parlementaire Basse, c'est-à-dire le Majlis) d'Iran - approuva la loi et elle entra en vigueur avec la sanction royale de Mohammad Reza Chah. Le 30 avril 1951, la National Iranian Oil Company (NIOC, ou encore Société Nationale Iranienne de Pétrole - SNIP) fut créée pour reprendre les installations de production et les raffineries de l'Anglo-Iranian Oil Company en Iran, et notamment à Abadan, où se trouvait la plus grande raffinerie du pays, et pour poursuivre les opérations de l'industrie pétrolière désormais confiées à l'État iranien. Le comité parlementaire pour les questions pétrolières devait élaborer les dispositions d'application pour la mise en œuvre de la loi sur la nationalisation. Mossadegh, en tant que membre de ce comité, et ses collègues du Front National conçurent un plan en neuf points et le soumirent au Parlement, sans consulter le Premier ministre Ala'.

Ce dernier connaît d'autres difficultés : l'AIOC refuse les termes de la nationalisation et de payer les employés iraniens de la raffinerie d'Abadan. Le monde entier se tourne alors en direction de l'Iran : les Britanniques entendent récupérer leur bien, tandis que les États-Unis font leur entrée dans le jeu ; ils soutiennent cependant la nationalisation de l'industrie pétrolière, sachant que la cause pétrolière iranienne a pris comme modèle leur contrat passé avec l'ARAMCO ; ils sont moins certains que la nationalisation totale du pétrole iranien soit la bonne solution et se posent en médiateurs. L'URSS, via le Tudeh, déclenche des manifestations massives, sachant que les États-Unis cherchent à entrer dans le jeu et craignant qu'un contrat similaire à celui avec l'ARAMCO soit passé avec l'Iran, ce qui lui couperait la possibilité d'un commerce pétrolier avec l'Iran. Ala' réprime ces manifestations en instaurant le loi martiale, mais finalement démissionne le 28 avril - avant même d'avoir obtenu le vote de confiance au Parlement. D'autres manifestations avaient éclaté en faveur de Mossadegh, réclamant son arrivée au pouvoir. Désormais, l'heure de Mossadegh, la grande figure de la nationalisation, était venue.

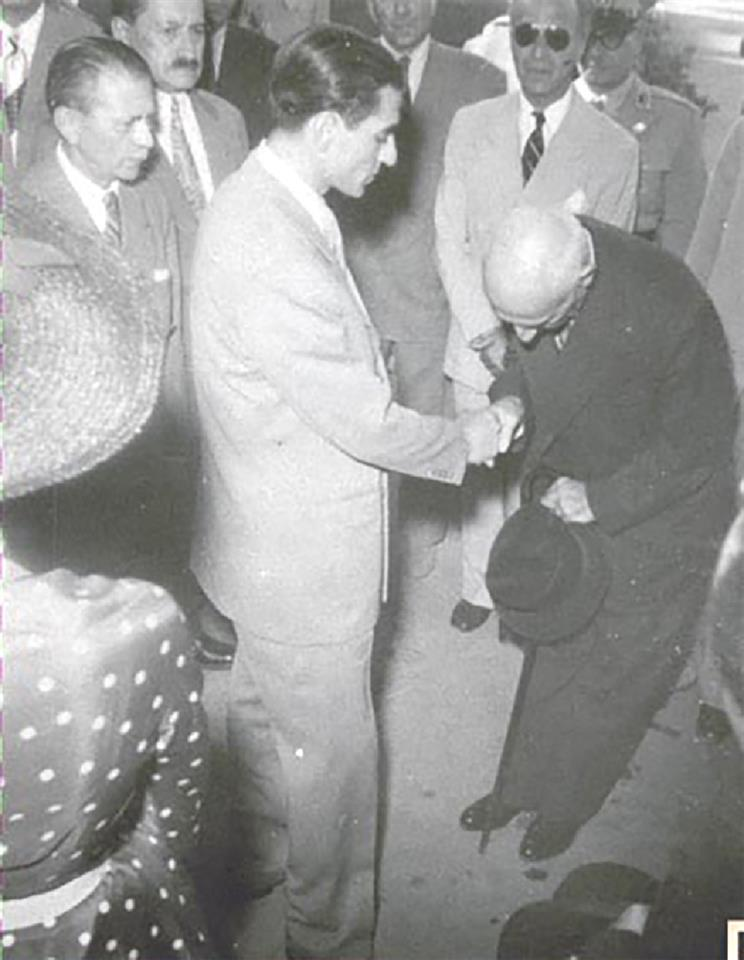
Mossadegh nommé Premier ministre par Mohammad Reza Chah

## Premier ministre

### 1951

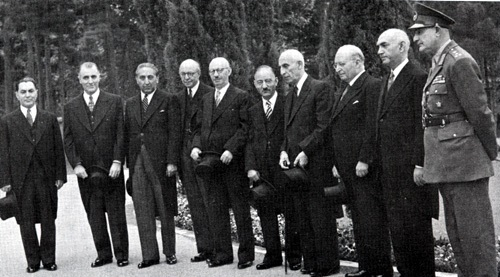
Gouvernement Mossadegh I

Mossadegh est pressenti Premier ministre après pressentiment du Parlement le 29 avril 1951 avec l'appui des factions religieuses (conduites par l'ayatollah Abou al-Qassem Kachani) ainsi que des forces communistes, qui voient en lui l'homme de la nationalisation. Mohammad Reza Chah nomme alors Mossadegh à la tête du gouvernement. Neuf jours plus tard, le 6 mai 1951, le Parlement lui exprime son vote de confiance par 99 voix contre 3. Au début de son mandat, Mossadegh reçoit une lettre de l'ayatollah Kashani lui demandant de gracier le meurtrier de Razmara, car l'ayant porté au pouvoir de par ses coups mortels à l'encontre de Razmara. Mossadegh ne répondit pas à la lettre, mais en novembre 1952, une résolution écrite par l'ayatollah Kashani, devenu entre-temps président du Majlis et soutenue par les députés du Front national visant à gracier le tireur est adoptée par le Parlement iranien. Après sa sortie de prison, Khalil Tahmasbi est reçu par le Premier ministre Mossadegh dans sa résidence officielle. L'histoire ne s'arrêta pas là : en 1955, après la chute de Mossadegh, Tahmasbi est de nouveau arrêté, emprisonné, jugé et condamné à mort pour le meurtre du Premier ministre Razmara.

#### Nationalisation du pétrole iranien

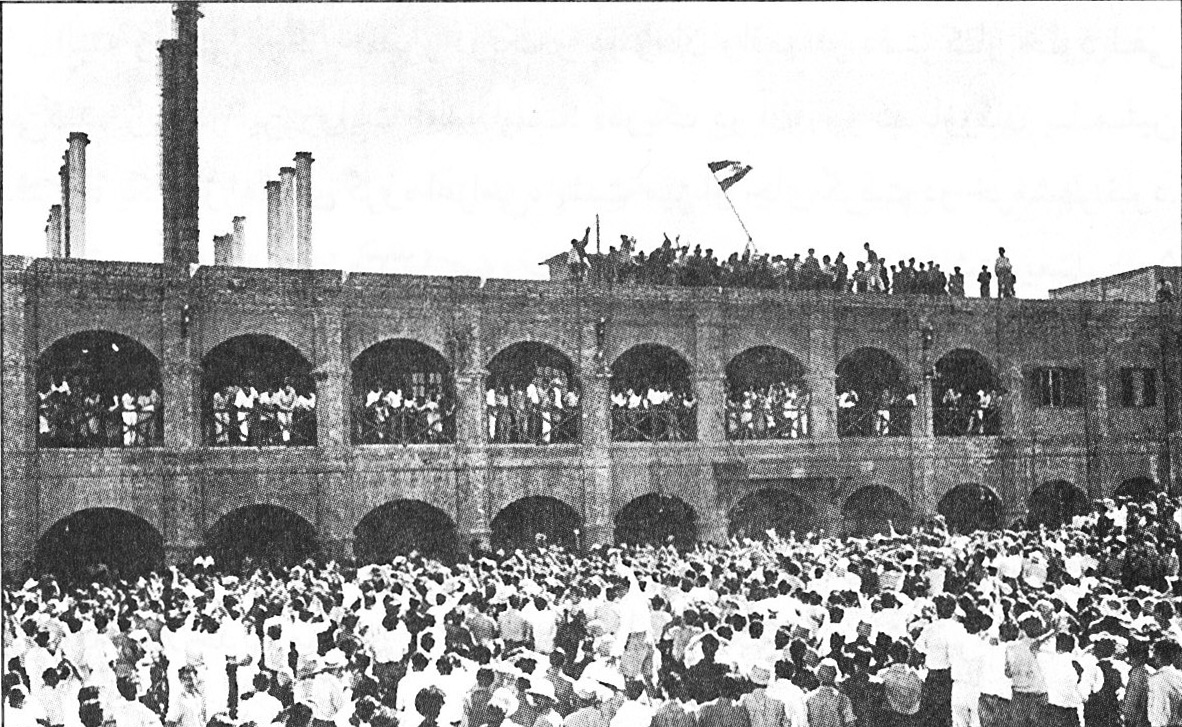
Proclamation de la SNIP à Abadan, le 20 juin 1951

L'industrie pétrolière ayant été officiellement nationalisée avant même son entrée en fonction, le Premier ministre Mossadegh a la tâche de poursuivre les négociations avec les Britanniques, participants majoritaires de l'Anglo-Iranian Oil Company (AIOC). Ces négociations étaient basées sur l'accord de concession et de transfert des bénéfices conclu entre l'AIOC et l'État iranien. Selon un accord du 29 avril 1933, pour une durée de 60 ans, la part du bénéfice persan devait aller de 20 % pour atteindre un maximum de 25 %. L'Iran avait voulu changer cette répartition en sa faveur et chercha à se tailler une part de 50 %. La discussion sur la révision de la répartition des bénéfices fut déclenchée par des compagnies pétrolières américaines, qui accordèrent en 1950 à leurs partenaires en Arabie Saoudite une part de 50 % des revenus pétroliers. L'Irak et le Koweït bénéficiaient également d'une part plus importante des recettes pétrolières de leurs compagnies à demi-nationales que l'Iran.

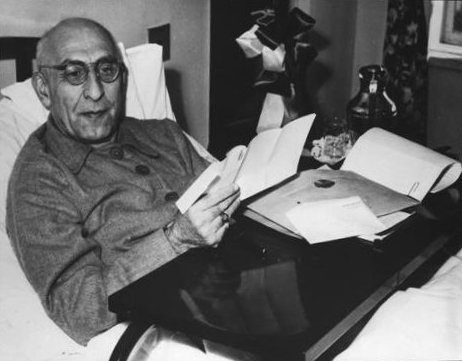
Mossadegh en 1951 ; il prit l'habitude, comme une signature, de recevoir ses visiteurs dans son lit

Cependant, le gouvernement britannique se refuse toujours à modifier le traité existant. Et face à la décision unilatérale de la nationalisation, l'AIOC demande l'arbitrage de la Cour internationale de Justice de La Haye. À partir de juin 1951, plusieurs délégations britanniques et américaines se rendent à Téhéran pour négocier un règlement. Les Britanniques étaient en principe prêts à reconnaître la nationalisation. En fin de compte, cependant, les Iraniens et les Britanniques ne s'entendent pas sur les paiements d'indemnisation pour la nationalisation de la nouvelle compagnie pétrolière nationale iranienne (NIOC) concernant les employés britanniques. Mossadegh propose alors de les dédommager de la valeur des installations industrielles ; tandis que les Britanniques voulaient aussi une compensation pour le contrat de concession en cours étalée sur une période 1933-1993, ce que Mossadegh décide de rejeter fermement.

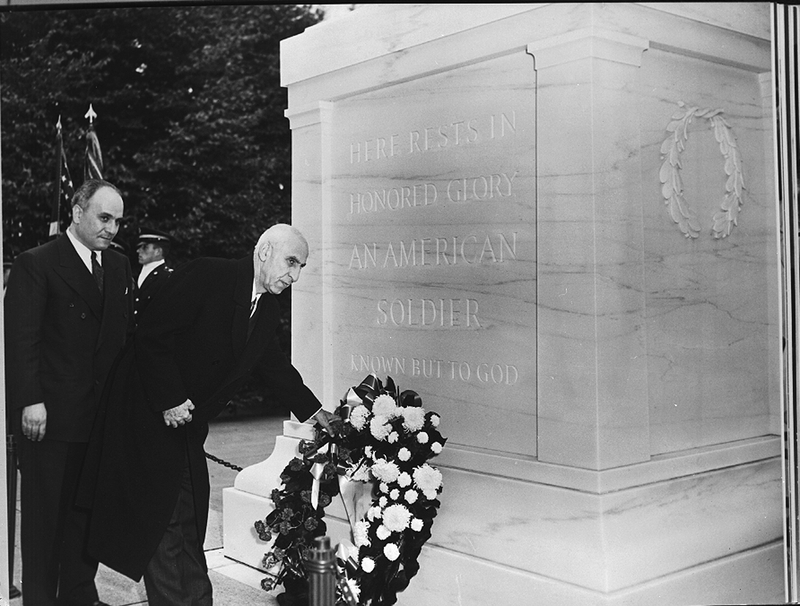
Le Premier ministre Mossadegh à la tombe du soldat inconnu au cimetière national d'Arlington, Washington DC

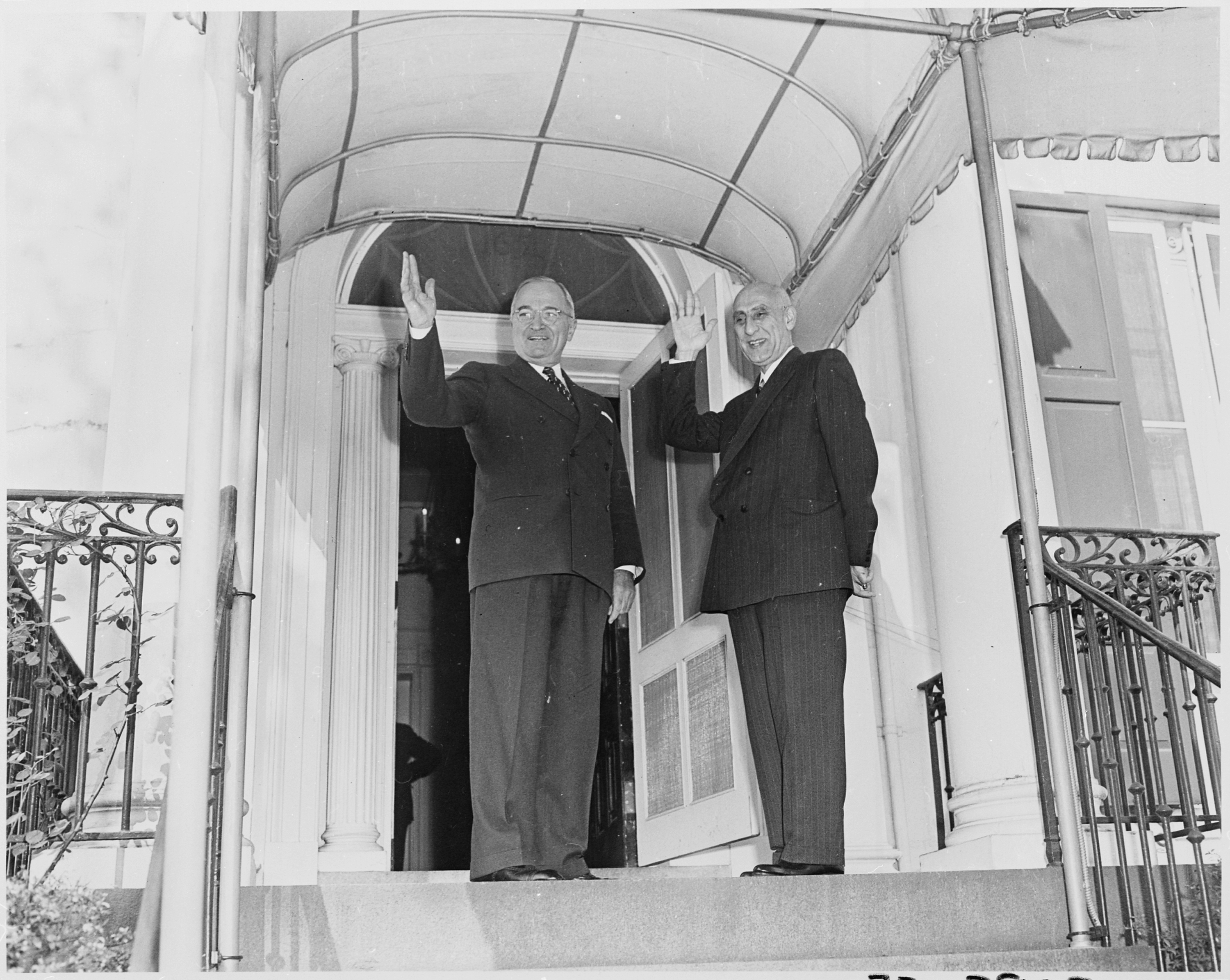
Mossadegh et le président Harry S. Truman (1951)

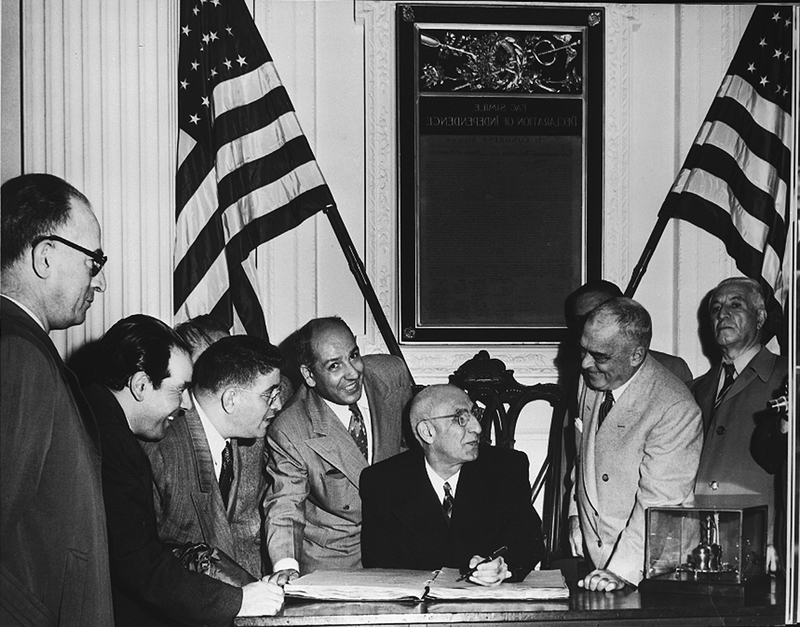
Le Premier ministre Mossadegh en visite aux États-Unis (1951) : À Philadelphie, avec le maire Bernard Samuels.

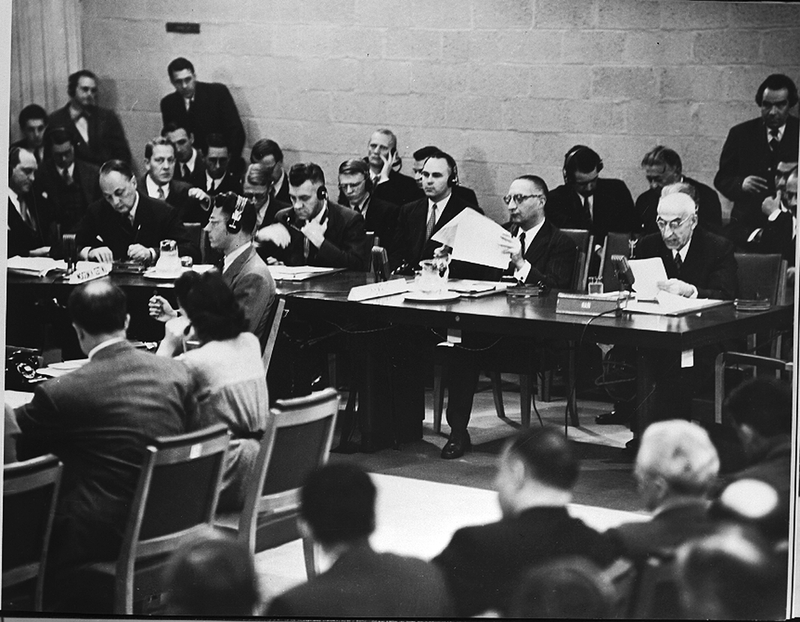
Le Premier ministre Mossadegh au Conseil de sécurité de l'ONU

Le 28 juin 1951, la nouvellement fondée SNIP opère un changement de signalétique sur tous les emblèmes de l’impuissante AIOC, en présence du Premier ministre et du couple royal, et devant une foule en jubilation. La gestion provisoire de la NIOC voyagea à Khorramshahr et déclara que les travailleurs et les employés de l’AIOC dépendaient maintenant de la SNIP et du gouvernement iranien. Ils exigèrent la libération du fonds et indiquèrent à la gestion de l’AIOC que 75 % de tous les revenus de façon rétroactive avant le 20 mars 1951 devaient être transférés au trésor de l'Iran. En Grande-Bretagne, la nationalisation est largement considérée comme une violation intolérable des termes du contrat, comme un vol. Avec les négociations traînant et désormais tendues. Explicitant ses intentions, la Grande-Bretagne envoie des troupes à Chypre et un navire de guerre au large d'Abadan. Le Chah s'indigne et fait savoir à l'ambassadeur britannique que si la moindre action militaire est tentée sur le sol iranien, il enverra l'armée et prendra personnellement la tête de ses troupes. Mais la tension continue à monter ; les États-Unis cherchent à avoir un rôle d'arbitre : l’ambassadeur américain Henry F. Grady joue les médiateurs dans la crise, puis il est relégué (ou rejoint) par Averell Harriman, administrateur du plan Marshall ; l’arrivée de cet américain en Iran déclenche l’hostilité du Tudeh, qui cherche à donner aux Soviétiques un prétexte pour intervenir en Iran. De nombreuses négociations stériles vont avoir lieu entre l'Iran, les États-Unis, des banques des deux pays, ainsi que la Banque Internationale pour la Reconstruction et le Développement, afin de trouver une issue à la crise diplomatique, et bientôt économique (pour l'Iran) qui se dessine, jusqu'à la fin de l'année 1951. Mossadegh fait savoir cependant qu'il est prêt à commercer avec l'URSS.

#### Litiges internationaux
Le 5 juillet 1951, la Cour internationale de justice de La Haye, saisie par les Britanniques, recommande une formule temporaire permettant à la compagnie pétrolière de continuer à fonctionner sans être dérangée pendant les négociations en cours, et le jugement de l'affaire sur le fond. L'Iran refuse, et affirme que la Cour n'a que le pouvoir de traiter les litiges inter-États, et que l'accord de concession de 1933, qui prévoyait un tribunal arbitral international dans les différends contractuels, est un contrat entre l'Iran et une société privée, ce qui, selon l'interprétation iranienne du contrat de concession, signifie que la Cour ne peut pas être compétente.
Après l'échec des négociations, le 22 août 1951, le cabinet britannique impose une série de sanctions économiques contre l'Iran, interdisant les exportations de produits britanniques clés tels que le sucre et l'acier et bloquant à l'Iran l'accès à ses comptes en devises dans les banques britanniques. Puis le gouvernement britannique se tourne vers le Conseil de sécurité des Nations Unies qui, le 1er octobre 1951, décide d'accepter la plainte britannique contre l'Iran et d'ouvrir des négociations pour trouver une solution. Pour plaider sa cause, Mossadegh effectue un voyage aux États-Unis du 6 octobre au 18 novembre 1951 et y rencontre de nombreuses personnalités politiques américaines à l'occasion, étant même reçu par le président Truman en personne. La lutte de Mossadegh pour les intérêts économiques de son pays prend vite de l'ampleur et s'attire une grande sympathie de la presse occidentale ; l'hebdomadaire américain Time Magazine lui décerne le titre d'« homme de l'année 1951 ».
Entre-temps, le Conseil de sécurité, après avoir confronté un émissaire britannique et Mossadegh venu en personne, décide « de ne pas inscrire l’affaire à l’ordre du jour ». La Grande-Bretagne porte de nouveau plainte devant la Cour internationale de justice ; les États-Unis, s’ils déplorent la crise, ne voient pas que des mauvais côtés aux événements, espérant avoir un rôle dans l’issue future de la crise sans compter la popularité de Mossadegh à la suite de son voyage aux États-Unis. Les Américains finissent par lâcher les Britanniques, et ces derniers rapatrient tout le personnel de l’AIOC hors d’Iran. Mossadegh leur offre un emploi dans la nouvelle société SNIP, mais pas un n’accepte. Après le retrait des travailleurs britanniques à l'automne 1951, le gouvernement de Mossadegh pense pouvoir facilement embaucher des techniciens non-britanniques pour faire tourner l'industrie, et rapidement former des Iraniens pour les remplacer.

### 1952

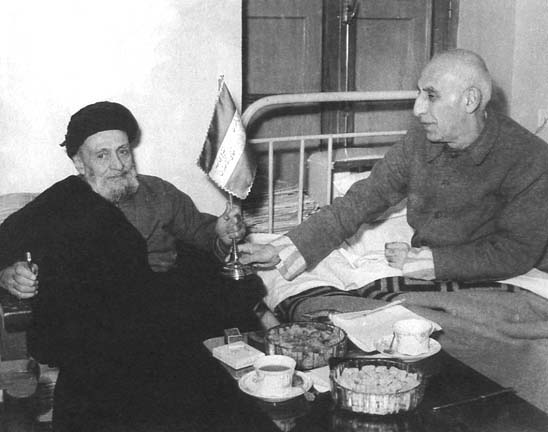
L'ayatollah Abou al-Qassem Kachani et le Premier ministre Mohammad Mossadegh.

Les relations entre l'Iran et le Royaume-Uni se tendent et Mossadegh entreprend une politique anti-britannique : en janvier 1952, il ferme les consulats. Le Royaume-Uni réagit en annonçant qu'il ne permettra plus les exportations pétrolières de l'Iran et dépêche des navires de guerre pour établir un blocus naval dans le golfe Persique. Les revenus issus du secteur pétrolier diminuent rapidement en raison tant du blocus que du nombre insuffisant de techniciens nationaux pour gérer les installations. La situation entraîne une crise économique en Iran : la crise d'Abadan.
Du 9 au 23 juin 1952, Mossadegh se rend personnellement à La Haye pour défendre la position iranienne concernant la plainte déposée par le gouvernement britannique.
En juillet 1952, la Royal Navy intercepte le pétrolier italien Rose Mary et le contraint à accoster dans le protectorat britannique d'Aden au motif que le pétrole iranien qu'il transporte est un bien volé. La nouvelle se répand et effraie les autres transporteurs de produits pétroliers, ce qui condamne véritablement les exportations pétrolières de l'Iran. En outre, le gouvernement britannique fait pression sur les gouvernements des pays sollicités (États-Unis, Suède, Belgique, Pays-Bas, Pakistan, Allemagne de l'Ouest, Autriche, Suisse et France) pour empêcher les ingénieurs et techniciens qui travaillent sous contrat avec la NIOC de quitter l'Iran. La plupart des pays industrialisés cèdent à la Grande-Bretagne et contribuent ainsi au succès du boycott. Également, la Banque d'Angleterre gèle tous les fonds iraniens en livres soit 49 millions de livres sterling en compensation de la nationalisation des usines de pétrole à Abadan.

#### Mossadegh démissionne

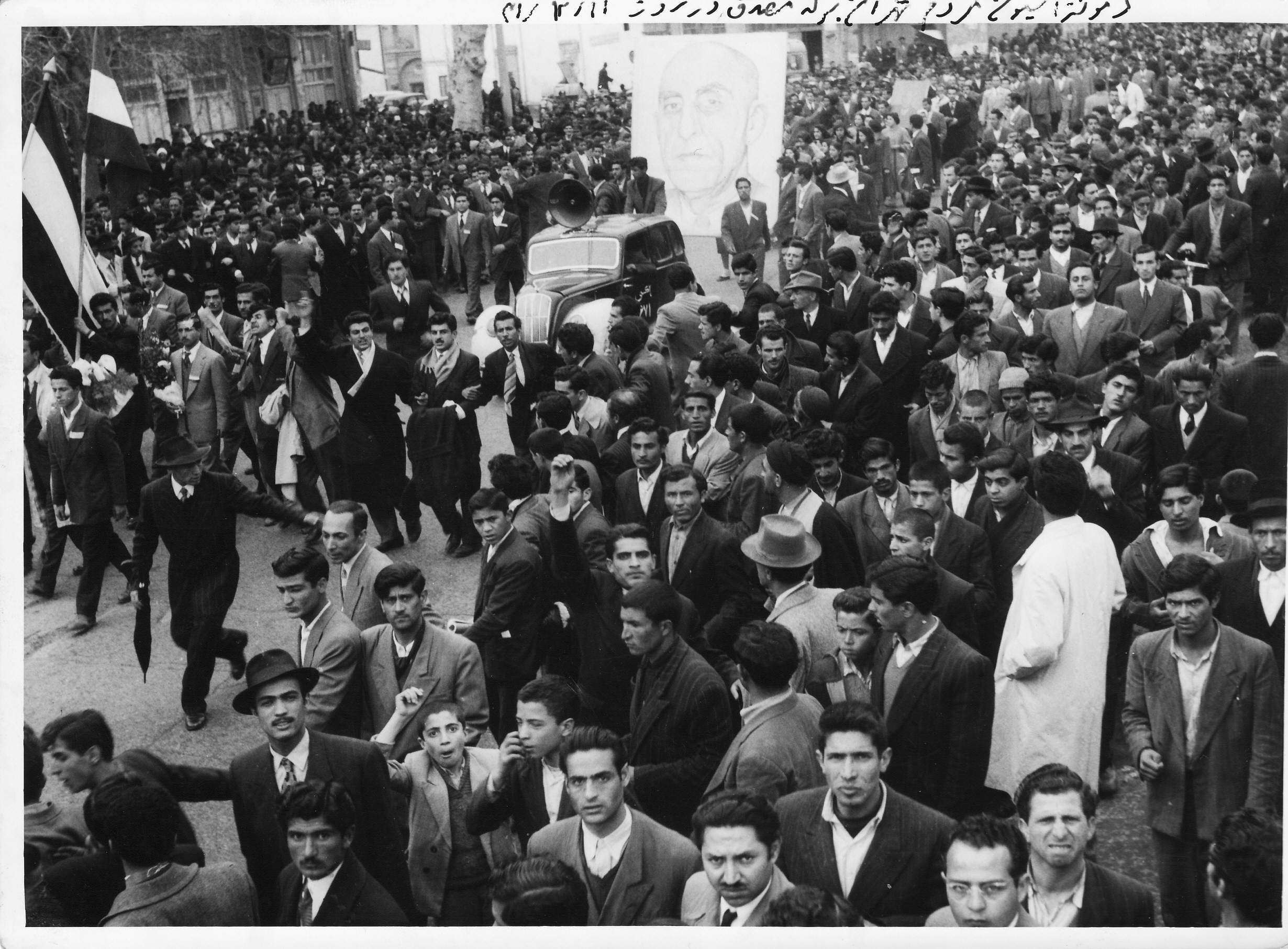
Manifestation en faveur de Mossadegh, juillet 1952

Le 6 juillet, le parlement nouvellement élu convoqua et confirma Mossadegh comme Premier ministre avec 52 voix sur les 65 députés présents. Cependant, le Sénat refusa son vote de confiance à Mossadegh. Seulement 14 sénateurs sur 60 soutenaient Mossadegh. Le Chah intervint en faveur de Mossadegh au Sénat, et le 10 juillet, Mossadegh est reconduit Premier ministre par le Chah avec l'approbation du Sénat. Le 12 juillet, Mossadegh se rendit au Parlement pour demander des pleins pouvoirs pendant six mois afin de faire adopter par le gouvernement des lois sans résolution parlementaire. Bien que Mossadegh ait menacé de démissionner, le parlement refusa cette fois de donner son consentement. La demande de Mossadegh au Chah de lui remettre le commandement de l'armée et de subordonner l'armée au gouvernement fut également rejetée par le Chah. Mossadegh démissionne alors.
Le 16 juillet 1952, le Chah nomme Ghavam os-Saltaneh comme nouveau Premier ministre. Ghavam, qui a des relations tendues avec le roi, est l'Homme ayant permis le retrait du soutien et des troupes soviétiques lors de la crise irano-soviétique. Apprécié des Britanniques, il annonce vite son intention d'entamer des négociations avec la Grande-Bretagne pour mettre fin au blocus naval. Cette renonciation à la politique précédemment poursuivie par Mossadegh suscita vite l'opposition du peuple iranien et conduisit à des protestations massives des partisans de diverses tendances allant des communistes aux clercs menés par l'ayatollah Abou al-Qassem Kashani. Dans la perception populaire, Mossadegh symbolisait l'espoir, l'estime nationale et la perspective de la grandeur. De l'autre côté, Ghavam, malgré ses mérites en Azerbaïdjan et au Kurdistan, était synonyme des négociations dans lesquelles l'Iran ne pouvait qu'avoir une moins bonne situation et un retour à la réalité dans laquelle il fallait accepter l'immuable. Le 19 juillet, le parti Tudeh et les dignitaires religieux liés à l'ayatollah Kashani appellent à la tenue d'une journée nationale de résistance pour forcer la démission d'Ahmad Ghavam. À Téhéran se tient une grande manifestation avec plus de 100 000 participants. Le Premier ministre Ghavam envoie l'armée en réponse, laquelle ouvre le feu sur les manifestants. À la fin de la journée, on compte 36 morts. Ahmad Ghavam annonce sa démission le même jour, vite acceptée par le Chah qui a déjà prévu de rappeler son ancien Premier ministre.
Mohammad Mossadegh est à nouveau nommé Premier ministre par Mohammad Reza Chah le 20 juillet 1952. La Grande-Bretagne est déboutée par la Cour Internationale le 22 juillet 1952 (Anglo-lranian Oil Co. (Royaume-Uni c. Iran)), la cour se déclarant incompétente dans le différend entre l'Iran et la Grande-Bretagne, conformément à la position défendue par l'Iran : Mossadegh vient de gagner un nouveau combat à La Haye. Mais le fait est que la production de pétrole est passée depuis la nationalisation de 666 000 barils par jour à 20 000 barils par jour et que les revenus pétroliers, après déduction des salaires et traitements, sont proches de zéro.

#### Mossadegh à nouveau Premier ministre

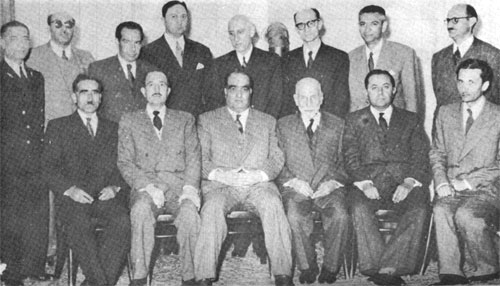
Gouvernement Mossadegh II

Le 27 juillet 1952, le Parlement renouvelle sa confiance par 61 voix sur 64 à Mossadegh en tant que Premier ministre. En outre, Mossadegh réussit à obtenir une loi d'habilitation, un certificat lui donnant un mandat de six mois pour faire adopter des lois par décision gouvernementale sans le consentement du Parlement. Ce dernier point lui vaut de vives critiques à gauche et à droite. Alors que certains craignent l'émergence du marxisme révolutionnaire, d'autres critiquent une apparente violation du processus constitutionnel. De plus en plus, ayant parmi ses partisans une grande majorité de forces du parti communiste interdit Tudeh, Mossadegh est présenté par ses opposants au Parlement comme le « cheval de Troie » de l'infiltration communiste.
Avec ses nouveaux pouvoirs, Mossadegh ne veut pas seulement se donner les moyens d'assurer le redressement financier du pays, mais aussi réformer les lois, l'éducation et le droit électoral. Il adopte (par le gouvernement, donc) une réforme agraire faisant appel aux conseils de village réduisant de 20 % la part du revenu annuel des propriétaires fonciers, et 10 % bénéficiant à un fonds coopératif villageois. Il annonce également une réforme fiscale conçue pour soulager les foyers à bas revenus et charge les ministres de la Justice, des Affaires intérieures et de l'Éducation de travailler sur de futures réformes. Alors que Mossadegh reçoit en grande partie le soutien du Majlis, ce n'est pas le cas du Sénat, dont les membres sont nommés par le Chah et est dominé par les élites du pays, anti-britanniques certes, mais de plus en plus opposés à la politique étrangère et intérieure de Mossadegh. Le Sénat résistant aux réformes voulues par Mossadegh, le Front national critiqua la chambre Haute, dénoncée comme un « club aristocratique » et demanda au Parlement sa dissolution et l'adoption d'une loi pour raccourcir la durée du mandat du Sénat de six à deux ans. Après une conversation avec Mossadegh, où il promit des élections sénatoriales anticipées, le Chah accepta cette loi, validée par le Parlement, deux jours plus tard. Les réformes agraires de Mossadegh réduisirent la part des bénéfices agricoles des propriétaires non-résidents. Les notables urbains ainsi que les propriétaires fonciers représentent la majeure partie des réels ou potentiels - mais pas nécessairement actifs - adversaires de Mossadegh ; Parmi les notables on trouve aussi des politiciens professionnels, de hauts responsables gouvernementaux, des militaires de haut rang ou des fonctionnaires de police. Les grands marchands du bazar commencent aussi à s'opposer à Mossadegh, d'une part à cause de l'économie iranienne en perdition, et d'autre part parce qu'ils avaient des liens avec la cour et les ambassades comme celles de la Grande-Bretagne. Les plus influents comptaient aussi sur leur propre clientèle dont ils promouvaient les intérêts en échange de leur soutien sur demande. Les clientèles comprenaient aussi en partie des chefs de bandes capables de mobiliser les gens des classes populaires.
Ce qui ne fut pas résolu par le retour de Mossadegh à la tête du gouvernement fut le différend avec l'AIOC et le gouvernement britannique d'une part, la NIOC et le gouvernement iranien de l'autre. La situation économique devient catastrophique à cause du boycott - la moitié des recettes de l'Iran provenait des ventes de pétrole et faisait maintenant défaut dans le budget de l'État - et conduisit aux premiers troubles en Iran en octobre 1952 et au mécontentement croissant de la population. Paralysée par la perte (et le non-remplacement) des revenus pétroliers, l'économie iranienne plonge ; dans les villes et les campagnes, le mécontentement comme l'embargo se font sentir et la population iranienne commence à mourir de faim. Le traitement du différend devant le Conseil de sécurité de l'ONU est reporté indéfiniment par le veto de l'URSS le 19 octobre 1952. Le 23 octobre 1952, l'Iran rompt ses relations avec le Royaume-Uni.
Mozaffar Baghai, leader du parti travailliste et cofondateur du Front national, fut l'un des premiers à s'opposer ouvertement à Mossadegh. Le 21 octobre 1952, Mossadegh avait signé une loi promulguant une loi interdisant toute grève et autorisant la police à arrêter les personnes organisant des grèves. Toute personne arrêtée devrait être immédiatement reconnue coupable, tant qu'elle ne pourrait pas prouver le contraire, une loi inacceptable pour Baghai. Les prisons iraniennes se remplièrent rapidement, forçant Mossadegh à faire de la construction de dix nouvelles prisons une priorité. Le président du Parlement, l'ayatollah Kashani, et ses partisans, qui avaient initialement soutenu Mossadegh, virent dans la loi d'habilitation une violation claire de la constitution et se détournèrent également de Mossadegh, surtout après que Mossadegh eut fait arrêter, par mesure de sécurité, le meneur politique et religieux Navvab Safavi, fondateur des Fedayin-e Islam et proche de Kashani. Comme principal soutien politique de Mossadegh, il ne reste à la fin de l'année que les forces du parti communiste Tudeh.

### 1953
Le 6 janvier 1953, Mossadegh demande au Parlement une prorogation de son mandat pour continuer à statuer par décret. Outre Mozaffar Bagha'i, d'autres députés, dont Abol-Ghasem Kashani, s'opposent à cette nouvelle demande de Mossadegh. Dans les rues de Téhéran éclatent des batailles de rue entre les partisans et les opposants à Mossadegh. Bagha'i et Kashani acceptèrent de prolonger le mandat de Mossadegh et appelèrent les gens à rester calmes. La loi demandée par Mossadegh fut votée au parlement, mais les affrontements entre partisans et adversaires de Mossadegh se poursuivirent. Fin janvier, Churchill, Premier ministre britannique, et le nouveau président américain Dwight Eisenhower, font une nouvelle offre d'accord à Mossadegh ; mais face à l'opacité du dédommagement prévu pour les Iraniens, le Premier ministre iranien rejette une nouvelle fois la proposition.

#### Bras de fer avec le Chah et la cour
En outre, les relations de Mossadegh avec le Chah se tendent de plus en plus : si Mohammad Reza Chah avait beaucoup apprécié son action lors de la nationalisation, il juge son inaptitude à négocier avec l'AIOC et les Britanniques erronée et dangereuse. Ce n'est pour personne un mystère que le Chah est partisan de la reprise des négociations avec le Royaume-Uni. De plus, depuis son retour au pouvoir, Mossadegh a vidé la cour de tous les opposants réels ou supposés, de l'intrigante princesse Ashraf, sœur jumelle du souverain, à l'honnête et affable Hossein Ala', ministre de la Cour. La reine-mère Tadj ol-Molouk et le prince Ali Reza ont également été expulsés du pays. Il ne reste au palais que le Chah et son épouse, la reine Soraya. En février 1953, le couple royal envisage de partir lui aussi pour l'étranger, pour quitter une capitale survoltée ; Mossadegh approuve, estimant que leur départ aidera à apaiser une partie des tensions. La décision est gardée secrète mais la rumeur court ; tout est finalement révélé par Kashani, président du Majlis, quelques heures avant le départ du couple royal. À nouveau, la rue se soulève, mais en faveur du Chah, cette fois. Une manifestation monstre éclate devant le palais du Golestan, où a lieu une sorte de cérémonie de départ des souverains. Mossadegh, qui s'y trouve, quitte la palais en passant par les toits des maisons voisines. Des émeutiers, conduits par Shaban Jafari, tentent d'enfoncer la porte de la maison de Mossadegh, sans succès. Finalement, le Chah descend dans la foule pour annoncer que son voyage et celui de son épouse est annulé.
Au printemps de 1953 a lieu un débat au Parlement sur le rôle constitutionnel du Chah. Aux termes de l'article 35 de la loi constitutionnelle supplémentaire « la souveraineté persane est un atout confié par le peuple en tant que don de Dieu à la personne du souverain. » Mossadegh demanda si le Chah n'avait qu'un règne « symbolique » selon la Constitution iranienne, impliquant qu'il n'avait aucun droit ou pouvoir exécutif. Afin de clarifier cette question, une commission parlementaire composée de huit députés fut créée à la mi-mars 1953. Après des discussions avec Mossadegh et le Chah, la Commission conclut qu'en vertu des articles 35, 44 et 45 de la Constitution iranienne, le pouvoir dépendait plus de Mossadegh. La décision était fondée sur la question de la responsabilité politique : Selon la Constitution iranienne, le Chah est exempt de toute responsabilité politique, alors que le Premier ministre et le gouvernement ont pour mission de guider les affaires de l'État au nom du Chah et d'être pleinement responsable devant le Parlement. Mossadegh et le Chah acceptèrent de reconnaître les résultats de la commission. Pour les adversaires de Mossadegh qui planifiaient sa chute, cela posait un problème parce que le Chah acceptait qu'il ne pouvait pas écarter Mossadegh par simple décret.
Pour que l'interprétation de la Commission devienne une loi, elle devait être soumise à la validation du Parlement. Cependant, ce ne fut pas le cas puisque les députés affiliés à Mossadegh avaient maintenant une majorité suffisante pour éviter le quorum nécessaire pour la ratification des projets de lois, de toute façon suspendue en vertu de la « loi d'habilitation » octroyée quelques mois plus tôt à Mossadegh. Haerizadeh, le leader du « groupe de la liberté », opposé à Mossadegh, fit savoir qu'ils « boycotteraient la majorité parlementaire jusqu'à ce que le sort de ce gouvernement soit scellé ».

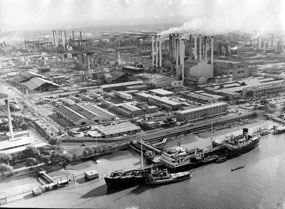
La raffinerie d'Abadan

Les mois passent et le pétrole iranien ne se vend toujours pas, même au quart du prix originel. De 54 millions de tonnes en 1950, les ventes sont tombées à 132 000 tonnes en 1952. La situation interne continue d’empirer, les émeutes de toutes factions continuant. Dans le camp des opposants à Mossadegh, on trouve désormais Fazlollah Zahedi, un général iranien qui fut son ministre de l’Intérieur mais qui avait démissionné après que Mossadegh eut blâmé le chef de la police qui avait réprimé les manifestations anti-américaines lors de l’arrivée d’Averell Harriman, repression que Mossadegh avait d'abord approuvée mais qu’il avait ensuite condamnée pour éviter de perdre le soutien des communistes. Mossadegh l’a en outre suspecté d’être l’un des principaux instigateurs des événements de février 1953. Le 24 avril 1953, l’enlèvement et l’assassinat du chef de la police, Mahmoud Afshartoos, mystérieux mais dans lequel est suspecté d'avoir trempé Baghai, rallié à Zahedi, aggrave l’insécurité ambiante. Le 10 mai, une émeute prend d’assaut le siège du Majlis au Baharestan, agressant les députés, et l'ayatollah Kachani démissionne de sa présidence du Majlis ; sa résidence est attaquée et dynamitée le 1er août.

#### Le référendum sur la dissolution parlementaire
La rumeur court que des membres du parti de Mossadegh ayant été élus au Parlement sont payés par le gouvernement britannique pour voter contre les intérêts du parti. Apprenant cela, Mossadegh annonce la dissolution du Parlement en parlant de son infiltration par des « agents étrangers », une thèse que le politologue Mark J. Gasiorowski pense très probable. Selon Gasiorowski, la décision controversée de Mossadegh pour mener à bien le référendum sur la dissolution du Parlement permit (plus tard) grandement à la CIA de mener une campagne de propagande en faveur du putsch, aida sûrement à convaincre le Chah de soutenir le coup d'État et dressa également d'autres Iraniens contre Mossadegh. Ali Rahnema estime lui aussi que Mossadegh avait décidé de dissoudre le Parlement parce qu'il était convaincu qu'un nombre considérable de députés avaient été achetés par des intérêts étrangers. La dissolution du parlement par référendum fut aussi une aubaine pour ceux qui avaient planifié le coup d'État parce qu'elle créa un vide politique pouvant rendre légal le renvoi de Mossadegh par un décret du Chah. Car si la Constitution définit le Chah comme non responsable et devant voir ses actes approuvés par le gouvernement qu'il nomme, lui-même responsable devant le Parlement, l'habitude avait été prise que le Chah demande l'avis du Parlement avant de nommer son chef du gouvernement. En l'absence de Parlement, il serait donc logique qu'il ne se réfère à personne pour nommer ses ministres, comme l'avait d'ailleurs fait deux fois en 1921 Ahmad Shah Qajar.

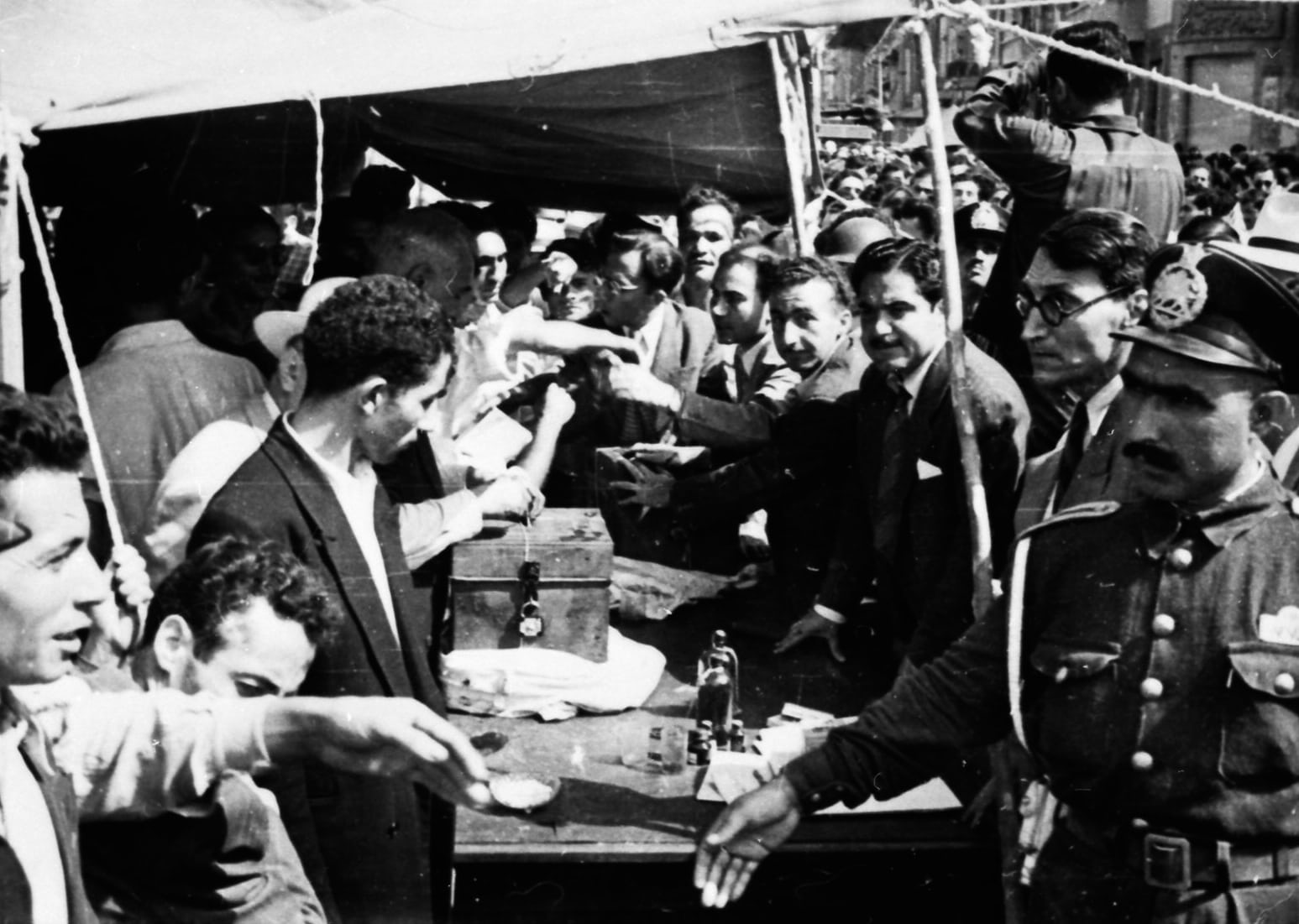
Le référendum sur la dissolution du Parlement le 3 août 1953

Mossadegh organise le 3 août 1953 un référendum, pour se référer à l'avis de la population quant à la dissolution parlementaire, en faisant disposer les urnes du « oui » et du « non » à plusieurs mètres l'une de l'autre, procédé qui ajouta de l'eau au moulin des ennemis du Front national et devait permettre au Chah de changer le gouvernement. La dissolution du Parlement est votée par le peuple en grande majorité ; à Téhéran, 155 544 électeurs votent pour et 115 contre la dissolution du parlement. Le référendum est cependant critiqué par les adversaires de Mossadegh, et aussi par ses amis politiciens, et pour des raisons diverses. Notamment, les règles relatives au scrutin secret ne sont pas respectées parce que les urnes des votes positifs et négatifs sont séparées - ce qui trahit donc le vote de la personne, et surtout ceux qui voulaient voter non. Dans certaines villes, devant les bureaux de vote pour les votes négatifs, les partisans de Mossadegh s'étaient également rassemblés pour menacer les électeurs qui voulaient voter contre la dissolution du parlement.
Également, le référendum a un statut ambigu, les référendums n'étant pas prévus par la constitution iranienne et la constitution ne permettant la dissolution du parlement que par le Chah. Mossadegh annonce dans un discours radio-transmis que le parlement avait perdu sa légitimité en raison des résultats du référendum. Le Premier ministre annonce la tenue prochaine d'élections et espère une majorité écrasante lors de ces prochaines élections.

#### Mossadegh «destitué» par le Chah
Le 11 août 1953, le Chah quitte Téhéran avec son épouse et une petite suite en direction de Ramsar, près de la Mer Caspienne. Il se rend à Kelardasht, où se trouve une de ses résidences d'été. Le 15 août 1953, il signe un décret impérial de renvoi de Mossadegh et le remplace par le Général Zahedi. Le décret est porté à Mossadegh par le commandant de la garde impériale, le colonel Nematollah Nassiri. Kelardasht est à 8 heures de voiture de Téhéran ; Nassiri doit amener le décret (aussi dit le « firman ») au Premier ministre, qui, face aux émeutes récurrentes dans la capitale, est depuis quelque temps barricadé dans sa maison, où se tient le conseil des ministres le soir vers 20h, pour le délivrer au gouvernement réuni. Mais Nassiri arrive en retard, vers presque minuit, et le conseil est déjà dispersé. Les gardes le laissent cependant entrer et le colonel donne son message au colonel Momtaz, chef de la garde de Mossadegh, faute d'avoir pu lui remettre en main propre. Momtaz réveille Mossadegh, qui était couché, et donne la lettre au Premier ministre, qui l'ouvre. Mossadegh rédige une note où il prend acte de la réception du firman, et ordonne l'arrestation de Nassiri. L'émissaire est arrêté peu après par Momtaz. Mossadegh nie le droit de l'empereur de révoquer son Premier ministre.
La situation juridique des pouvoirs politiques du Chah était peu claire après le référendum le 3 août et la dissolution du Parlement par Mossadegh le 10 août. La question était de savoir si, en l'absence du Parlement, le Chah avait le droit constitutionnel (et non en se basant sur l'habitude prise pour la nomination du Premier ministre) de démettre le Premier ministre et d'en nommer un nouveau ou si le premier ministre aurait dû organiser des élections législatives afin de permettre au nouveau parlement d'entrer en fonction et d'élire un nouveau premier ministre. Selon Mossadegh, seul le parlement avait le droit de nommer ou de révoquer le Premier ministre. Selon ceux qui reprochent à Mossadegh d'avoir déclenché une crise constitutionnelle après la dissolution du Parlement en raison d'un référendum, procédé et acte non évoqués dans la Constitution, seul le Chah aurait eu le droit constitutionnel de le licencier et de nommer un nouveau Premier ministre. Plus tard, Mossadegh leur répondit que le décret de son renvoi était daté du 22 Mordad (13 août), alors que la dissolution du Parlement ne fut effectivement actée que par un article publié à la presse officielle le 25 Mordad (16 août).

## Le coup d'État militaire

### L'opérationAjax

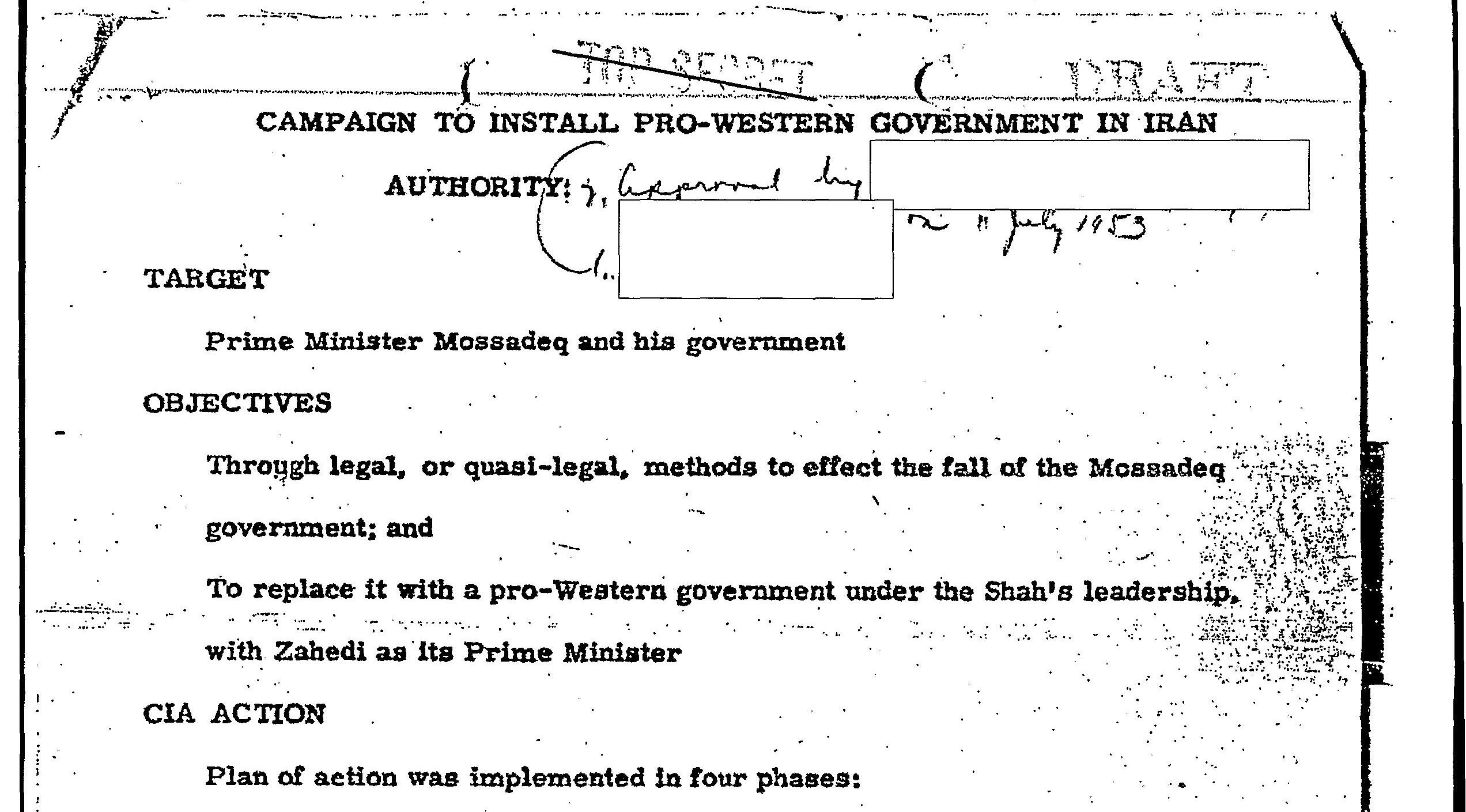
Document de la CIA sur le coup d'État du 19 août

Le matin du 16 août 1953, le Chah est réveillé à 4h du matin en catastrophe par son chambellan, qui l'informe de l'arrestation de son émissaire. Le roi, affolé, n'a pas prévu une telle tournure des choses et s'enfuit alors à l'étranger ; il fait escale à Bagdad, le 16 août, puis gagne Rome le 18 août.

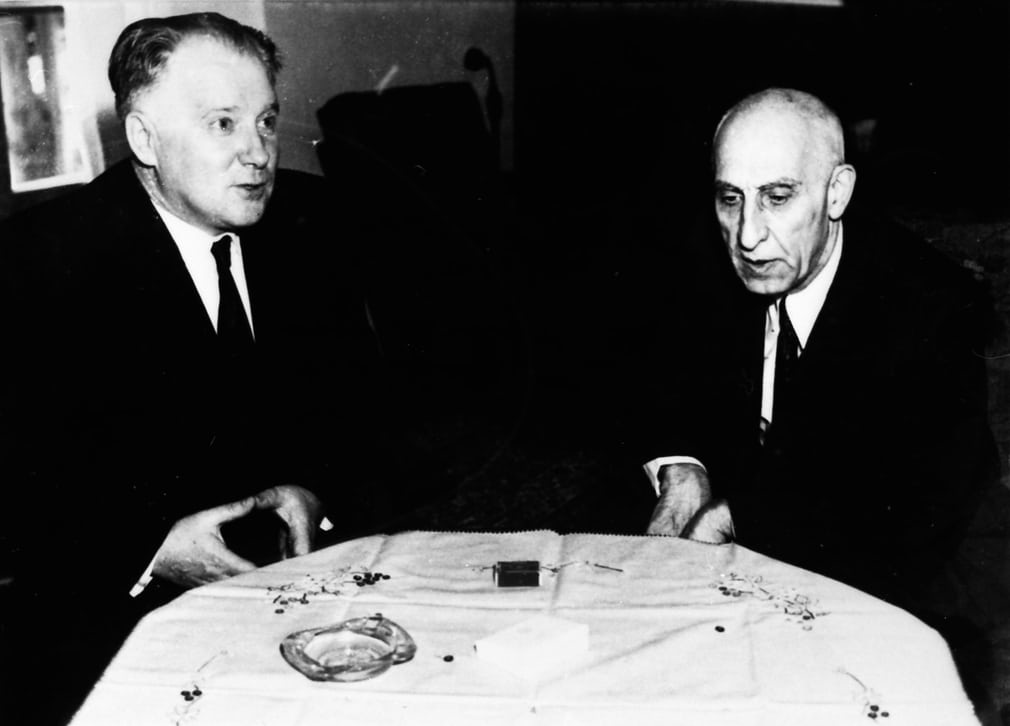
L'ambassadeur soviétique en Iran Anatoly Lavrentiev et le Premier ministre Mohammad Mossadegh.

En réalité, ce qui s'est produit est un complot, une opération secrètement montée qui trouve ses racines au début de l'année, en janvier 1953 : Après que Mossadegh a refusé la proposition du nouveau président américain Dwight D. Einsenhower et validée par le Premier ministre britannique Winston Churchill, à Washington, des rumeurs naissent qu'il aurait décidé de se tourner vers l'Union soviétique pour vendre le pétrole ; la nouvelle administration prend peur : on sait que Mossadegh, pour obtenir ses fonctions et ensuite pour la nationalisation, a pactisé avec les communistes, et qu’il a dans son gouvernement de nombreux sympathisants de la république, comme Hossein Fatemi, ou du pacte de Varsovie. Fatemi est en outre un des plus proches et des plus puissants collaborateurs de Mossadegh, et sous son ministère, l'Iran a annoncé la mise en place d'un accord commercial (qui n'a cependant pas eu de suite) avec l'URSS le 15 septembre 1951. Et si l’Iran se tournait vers le bloc de l’est ? Face à Mossadegh qui, en guise de réponse à la proposition, avait plutôt demandé un prêt à ses conditions, Eisenhower diffère sa réponse, puis commence de secrètes tractations avec le Royaume-Uni pour trouver une issue à la crise, qui passera par le remplacement de Mossadegh, et qui débouche sur la planification d’un coup d’État supervisé par les services secrets américains et britanniques pour renverser Mohammad Mossadegh.
Cette opération (nom officiel TP-AJAX), secrètement menée par le Royaume-Uni et les États-Unis, est exécutée par la CIA et MI6. Le but de cette opération est de remplacer Mossadegh par un gouvernement pro-occidental par un coup d'État, ceci afin de préserver les intérêts occidentaux dans l'exploitation des gisements pétrolifères iraniens, une « action [justifiée] par les contingences de la guerre froide et la peur que les Soviétiques n'envahissent et ne prennent le pouvoir à Téhéran si Londres envoyait ses navires de guerre ». Quatre mois avant le coup d'État, le 4 avril 1953, le directeur de la CIA, Allen W. Dulles, fournit un budget de 1 million de dollars pour renverser Mossadegh (disant que le chute de Mossadegh devait arriver « de quelque manière que ce soit ». Après l'allocution radiophonique de Mossadegh et la dissolution de facto du parlement, la nomination d'un nouveau Premier ministre. Sur l'insistance des États-Unis, le Chah, après beaucoup d'hésitations, accepta le 13 août de nommer l'ancien ministre de l'Intérieur du premier cabinet de Mossadegh, le général Fazlollah Zahedi nouveau Premier ministre. Ce sont les Américains qui ont eu l'idée de ce nom pour remplacer Mossadegh ; car malgré quelques contentieux avec les Britanniques (à l'époque de Reza Chah puis lors de l'invasion anglo-soviétique), Zahedi est un partisan des négociations. Le 2 août 1953, Mossadegh resserra son contrôle sur le Chah dans les palais royaux, le roi n'étant plus autorisé à recevoir des visiteurs sans l'autorisation préalable du Premier ministre. Ce n'est qu'avec ruse que le Chah a pu maintenir le contact avec ses co-conspirateurs : Kermit Roosevelt Jr. de la CIA et l'ambassadeur américain Loy W. Henderson « travaillèrent » avec le Chah pour mettre sur pied l'opération Ajax.

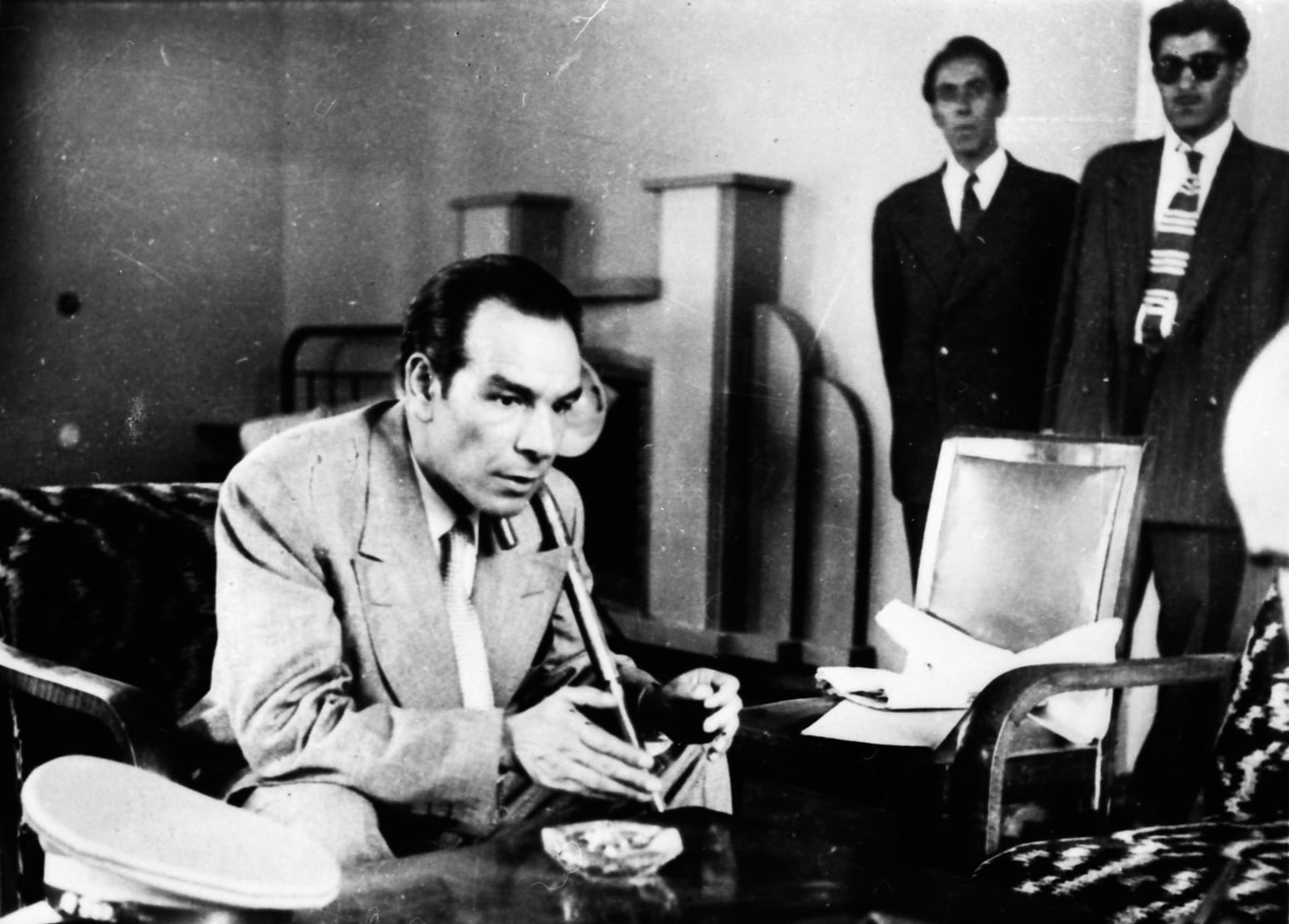
Hossein Fatemi le 16 août 1953 : il appela via la radio à une grande manifestation en faveur de la République.

Durant l’administration du président Bill Clinton en 2000, à la suite d'un rapport publié, la secrétaire d’État Madeleine Albright a reconnu officiellement le rôle des États-Unis dans l'organisation et le soutien financier du coup d’État de 1953. En 2013, la CIA rend publics des documents classifiés attestant à son tour de l'implication des Américains dans ce coup d'État,. Sur place, le général Schwarzkopf (père de Norman Schwarzkopf) était chargé de contacter les généraux et d'autres notables liés à l'armée pour soutenir Zahedi, et Kermit Roosevelt, Jr. s'occupa de la supervision des opérations.
Les conditions légales requises pour un changement de gouvernement avaient été créées par Mossadegh lui-même avec la dissolution du Parlement. D'après la constitution (et pas selon l'habitude), le Chah avait le droit de destituer le Premier ministre après la dissolution du parlement qui avait élu le Premier ministre (ce qui entraînait d'ordinaire la démission du Premier ministre, mais la loi d'habilitation de Mossadegh avait permis au gouvernement d'être moins responsable devant le Majlis) et de le remplacer par un Premier ministre par intérim jusqu'aux nouvelles élections parlementaires (néanmoins le fait que la dissolution du gouvernement n'ait pas été actée lors de la signature de révocation du Premier ministre, mais qu'elle puisse l'être considérée après l'annonce de dissolution du parlement rend le tout très compliqué et ambigu). Les parlementaires avaient prévenu Mossadegh qu'avec la dissolution du parlement, il donnerait au Chah le droit de le déposer et de le remplacer par un autre Premier ministre. Dans le passé, les chahs de Perse puis d'Iran avaient déjà exercé ce droit dix-huit fois. Mais Mossadegh était sûr que Mohammad Reza Shah Pahlavi n'oserait pas faire cela.

### Contre-coup d'État et retournement de situation
Le soir du 15 août 1953, Mossadegh reçut un coup de téléphone de Noureddin Kianouri, le chef du parti Tudeh, qui l'informa de son renvoi planifié par le Chah. Noureddin Kianouri parla d'un « coup contre Mossadegh ». Le parti Tudeh avait constitué un réseau secret d'espions dans l'armée remontant jusqu'à la Garde Impériale du Chah et avait appris ainsi le projet de destituer Mossadegh comme Premier ministre. Donc, le colonel Nematollah Nassiri, chef de la Garde Impériale, arriva chez Mossadegh le soir du 15 août et remit un certificat de décharge signé par le Chah ; Mossadegh signa la réception du firman et Nassiri quitta sa maison, mais fut arrêté à la sortie. Pendant ce temps, la Garde Impériale avait pour charge d'occuper des endroits stratégiquement importants à Téhéran. Le chef d'état-major de l'armée Riahi et le ministre des Affaires étrangères Fatemi furent initialement arrêtés par la Garde Impériale, mais furent ensuite libérés sur les ordres de Mossadegh.

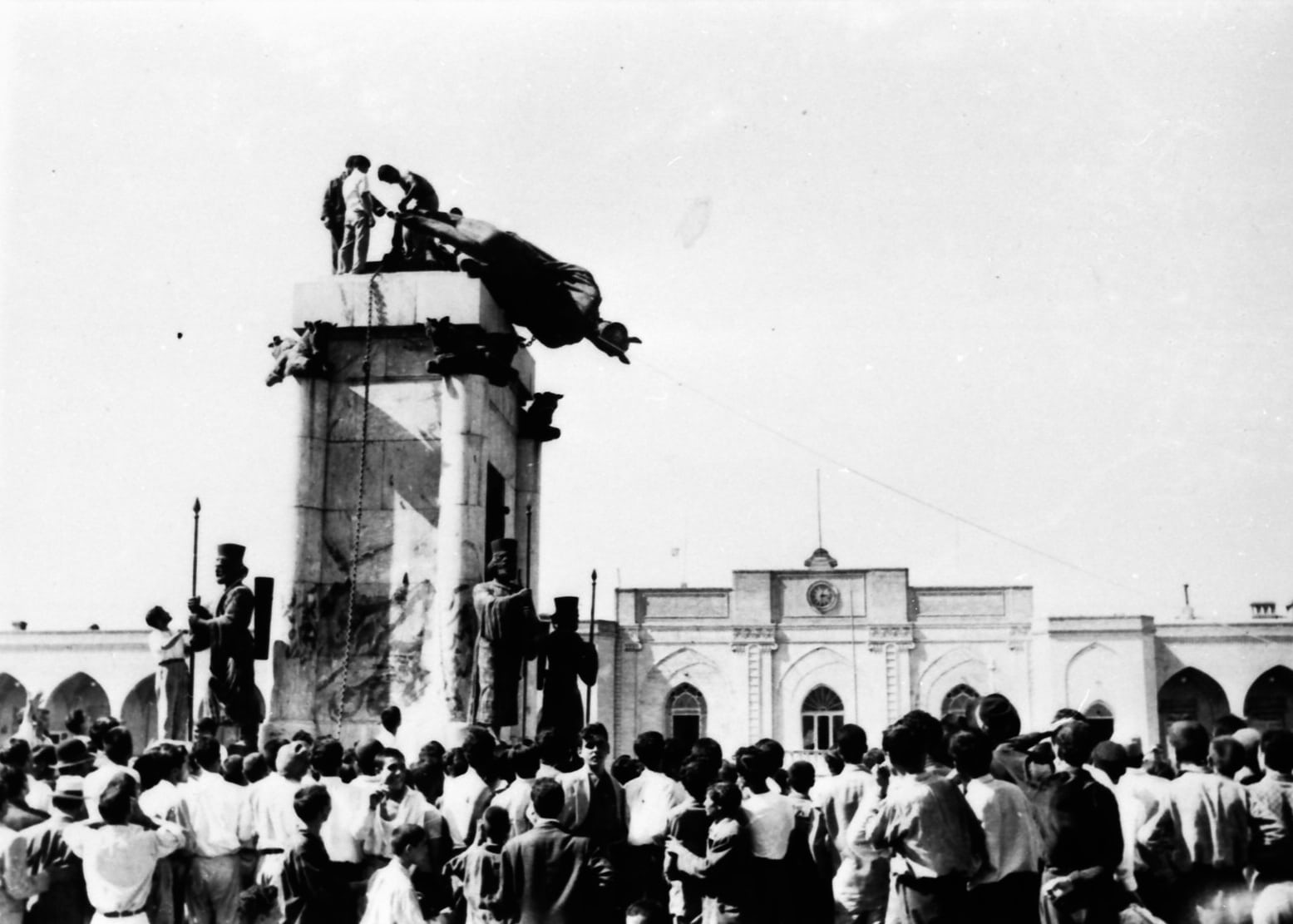
Déboulonage des statues de Reza Chah, 16 août 1953.

Le lendemain, Mossadegh appelle le patron de la radio nationale, lui demandant de passer un message qu'il a à enregistrer : il y parle de son renvoi par le Chah, qu'il accompagne d'un message d'espoir concernant l'avenir du pays. Informées, plusieurs personnalités politiques arrivent, dont Ali Shayegan et Hossein Fatemi. Ce dernier invite Mossadegh à se maintenir malgré le décret, évoquant le « coup d'État de la Garde Impériale » qui n'est pas une façon honnête de démettre un Premier ministre. Mossadegh semble hésiter, mais, finalement, la radio diffuse une déclaration inspirée de Fatemi :
« Hier soir, un coup d'État a été tenté contre le gouvernement. La plupart des traîtres sont derrière les barreaux. Seuls Zahedi et un petit noyau semblent avoir réussi à s'échapper. J'offre une récompense de 500 000 riyals à celui qui arrêtera Zahedi. Mort à tous les traîtres ! »

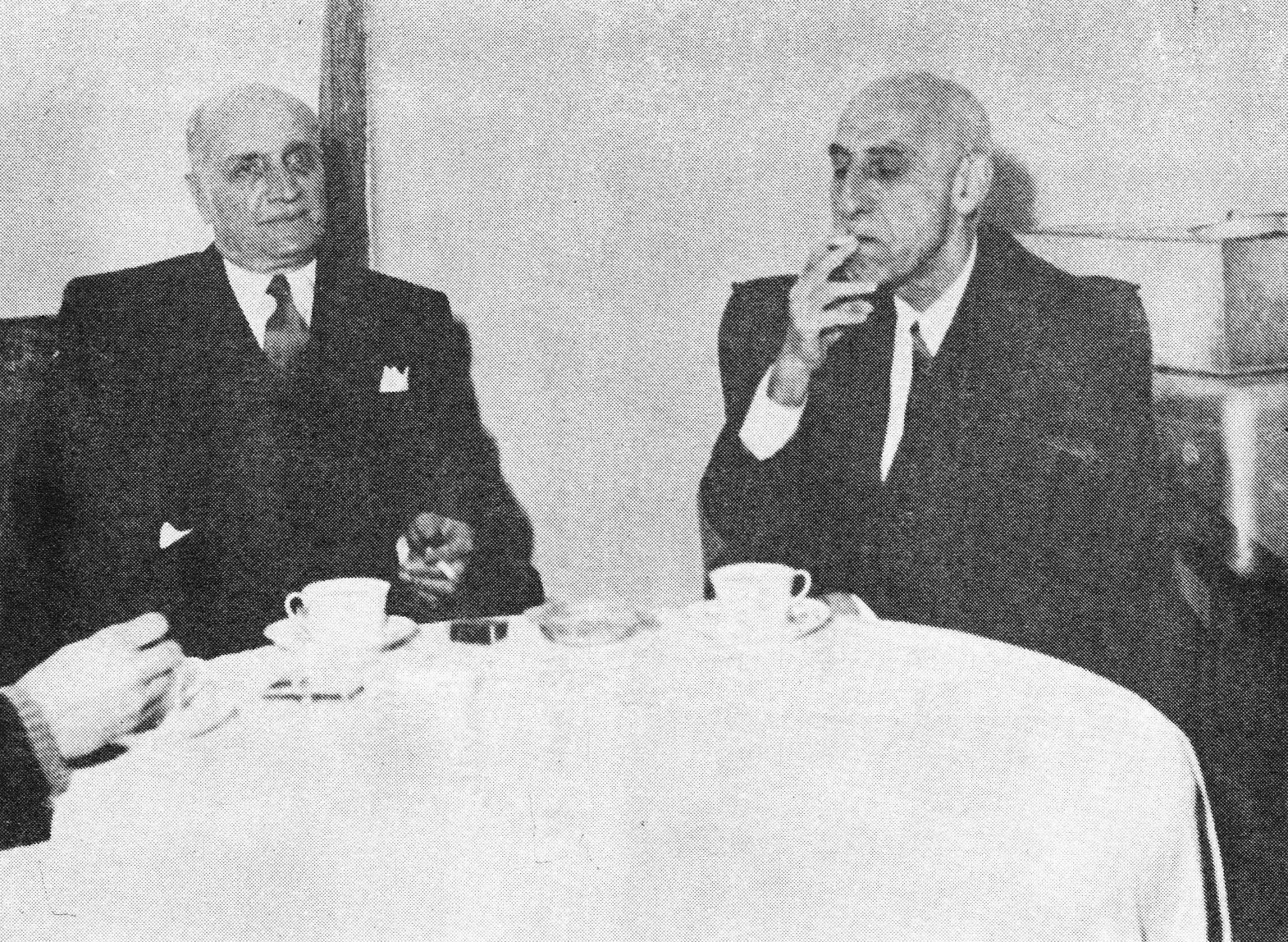
L'ambassadeur américain en Iran Loy W. Henderson et le Premier ministre Mohammad Mossadegh.

Fazlollah Zahedi, le « successeur » de Mossadegh, est activement recherché par les forces du Premier ministre. Il se cache pendant trois jours chez des amis fidèles. Dans l'immédiat, la situation est compliquée pour Mossadegh. Il n'a jamais souhaité renverser la monarchie, mais la fuite du Chah met en lumière la divergence d'entre le roi et le gouvernement. Mossadegh finit par opter pour la mise en place d'un conseil de régence. Le départ du Chah a aussi déchaîné la haine anti-Pahlavi : le 16 août, la presse communiste clandestine crie victoire, exigeant la mise en place d'une république, de même que le ministre des Affaires étrangères Hossein Fatemi, qui tient un organe de presse. Avec le ministre de l'Éducation Ali Shayegan (en), le lendemain, ils organisent une manifestation géante au Baharestan qui rassemble (selon le gouvernement) 40 000 personnes. Ils critiquent durement le roi, Shayegan imitant surtout Fatemi, qui parle du Chah comme « un serviteur des Britanniques » « sanglant et capricieux », qu'il surnomme aussi « le voleur de Bagdad ». Tous deux réclament la proclamation de la république. La tombe de Reza Chah est attaquée et ses statues sont déboulonnées. Les opposants à Mossadegh et partisans du Chah n'entendent pas laisser la rue à leurs ennemis. Menés notamment par Shaban Jafari, culturiste pratiquant le zurkhaneh ayant la réputation de caïd urbain, des manifestants contrent les manifestants pro-Mossadegh.
Le rôle et les actes des Américains restent très flous sur les événements du 16 au 19 août : selon Kermit Roosevelt Jr., superviseur de l'opération Ajax, l'administration américaine lui aurait ordonné de rentrer à Washington après l'échec du plan. Mais décidant de sauver la mise coûte que coûte, il aurait débloqué des fonds afin d'aider Zahedi et les autres chefs de l'opération à prendre le pouvoir par la force. Selon d'autres sources, comme la biographie du Chah d'Yves Bomati et Houchang Nahavandi, les Américains (et les Britanniques) se seraient retirés du projet et n'auraient pas participé à la prise de pouvoir finale. Quoi qu'il en soit, aidé ou non financièrement par les Américains, Zahedi utilise ses réseaux pour déclencher des manifestations en sa faveur et celle du Chah.
Mossadegh n'a pas réagi à l'affrontement des forces de la veille. Le 18 août, il rencontre l'ambassadeur américain Loy W. Henderson, qu'il essaye de rassurer au sujet du chaos qui semble déchaîné. Une nouvelle manifestation intervenant en sa faveur, mais cette fois avec l'appui des communistes, il ordonne à l'armée et à la police d'empêcher les manifestations de ce type - mais ne fait rien contre les opposants pour ne pas aggraver leur hostilité à son égard. Il fut dit par la suite que les « communistes » étaient en fait des agents provocateurs financés par la CIA et ayant infiltré les rangs du parti Tudeh.

### Zahédi devient Premier ministre

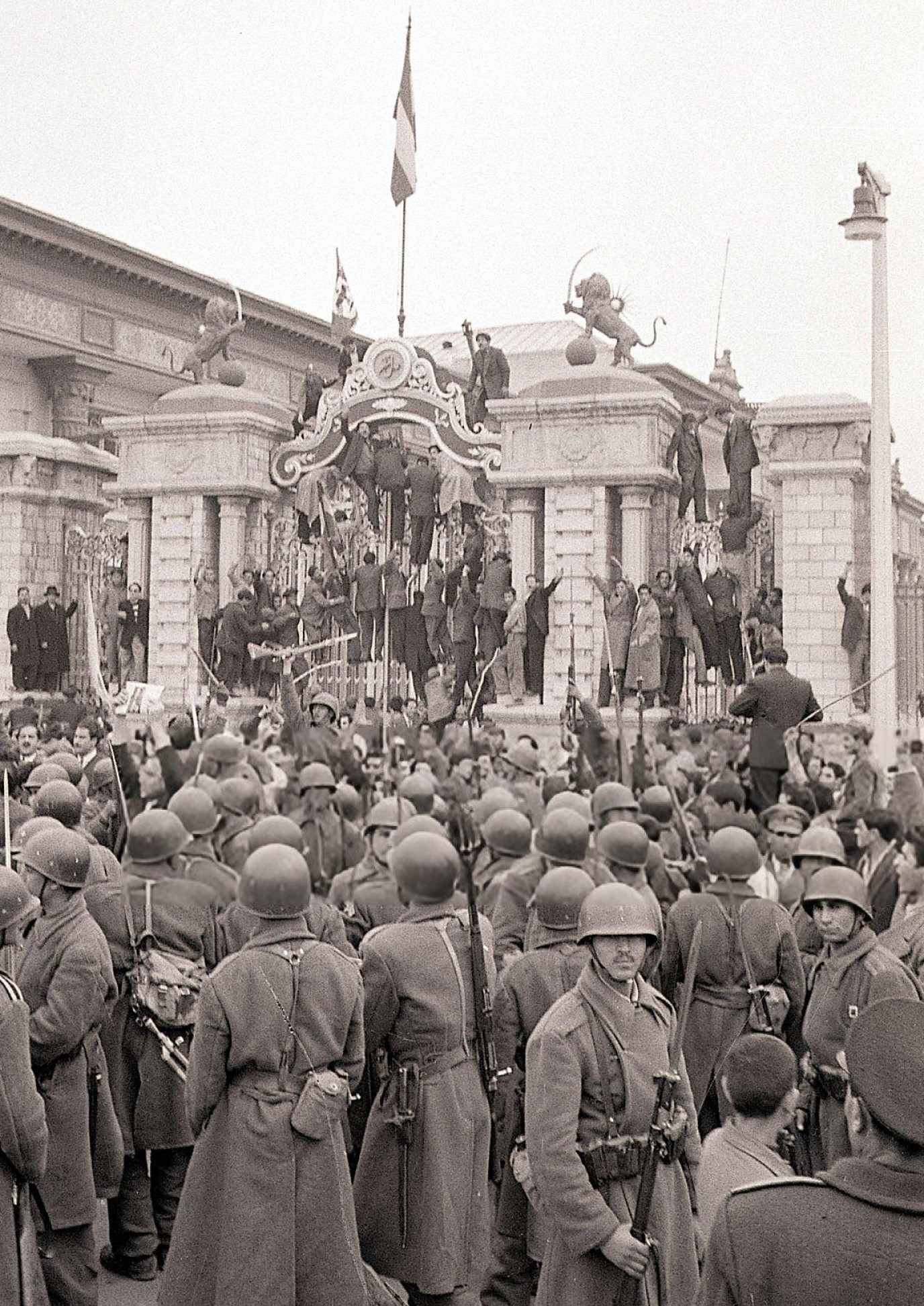
Soldats encerclant le parlement à Téhéran, le 19 août 1953.

Le 19 août 1953 (28 Mordad 1332) au matin, des manifestants pro-Chah défilent dans les rues de Téhéran. Mossadegh, lui, cherche toujours à nommer un conseil de régence, mais souhaite d'abord rétablir l'ordre. Vers midi, des unités policières et militaires désertent et rejoignent les opposants à Mossadegh et prennent d'assaut le département d'État, la préfecture de police et le quartier général de l'état-major de l'armée. La veille, devant l'ambassadeur américain, Mossadegh a nié l'existence du firman le révoquant. Afin de faire connaître son existence à tous, le fils du général nommé à la place de Mossadegh, Ardeshir Zahedi, parvient à se procurer le décret de nomination de son père et le fait photographier et dupliquer. Le décret apparaît en première page du journal Shahed de Mozaffar Bagha'i. La publication par la presse de copies du décret impérial déstabilise le régime de Mossadegh. D'autres journaux publient le même document. 

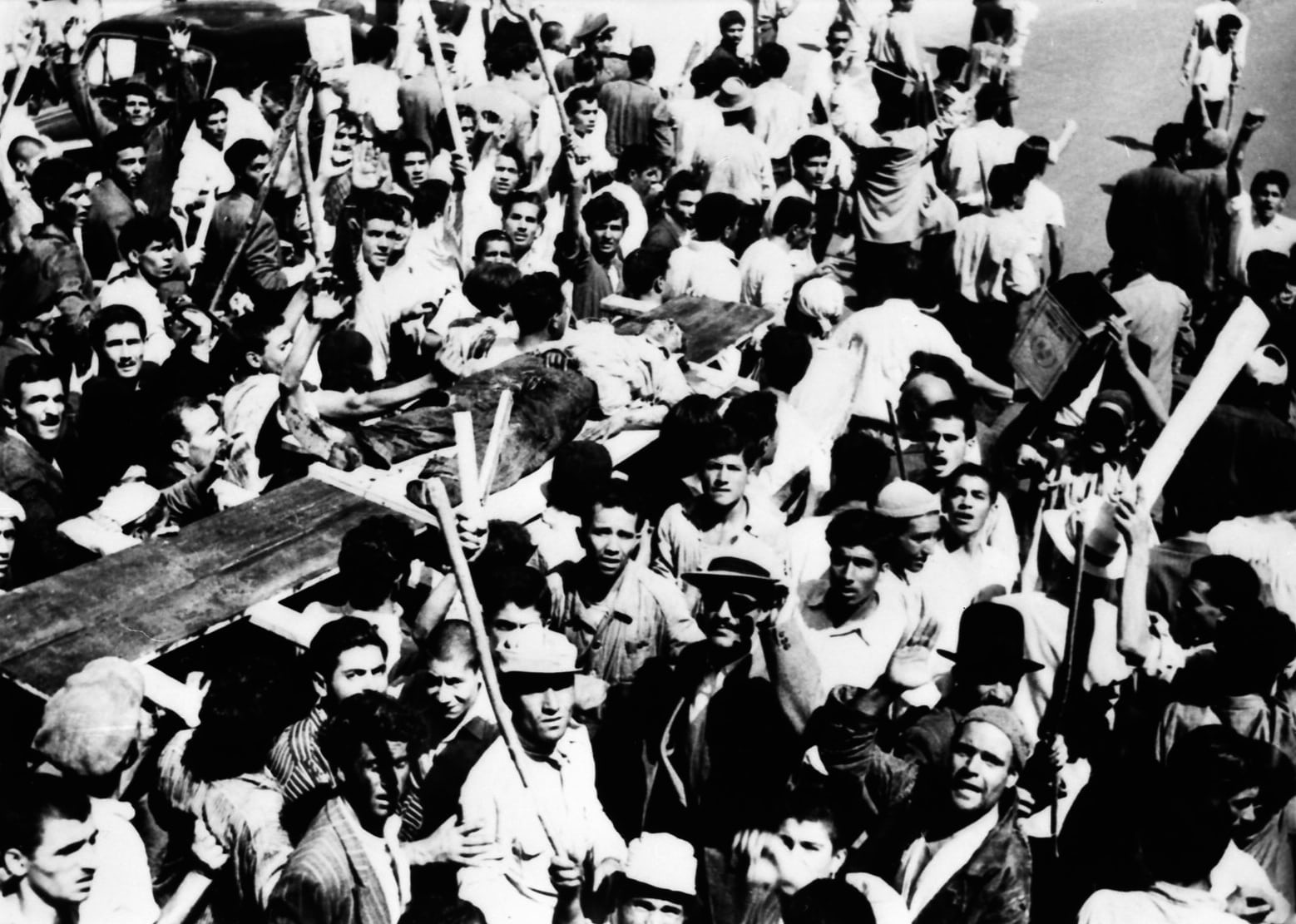
Affrontements devant la maison de Mossadegh

La nouvelle du renvoi de Mossadegh se propage rapidement à Téhéran. Dans le quartier du bazar, les manifestations pro-Chah se réunissent vers neuf heures, puis défilent dans les rues de Téhéran avec des appels à se rallier et des slogans pro-Chah. Dans les provinces éclatèrent aussi des manifestations pro-Chah. Mais si l'armée s'est retournée contre Mossadegh et la publication de son décret de renvoi a été rendue publique, une large partie de la population, notamment, les bazaris, attend les avis des religieux influents sur la situation.
Deux ans plus tôt, les forces religieuses avaient marché, comme tout le pays, derrière Mossadegh. Mais, depuis la mi-1952, face aux décisions du gouvernement de Mossadegh et d'autres facteurs liés, la rupture était consommée : les forces religieuses menées par les ayatollahs Kashani, Bouroudjerdi et Behabahni appellent en définitive les bazaris à soutenir le Chah et Zahedi. À Tabriz, Ispahan et Chiraz, les civils et les militaires descendent dans les rues en criant : « Javid Chah (Vive le Chah) ! » Les bâtiments publics sont vite occupés par les manifestants et les stations de radio locales annoncent leur soutien au Chah Mohammad Reza Pahlavi.

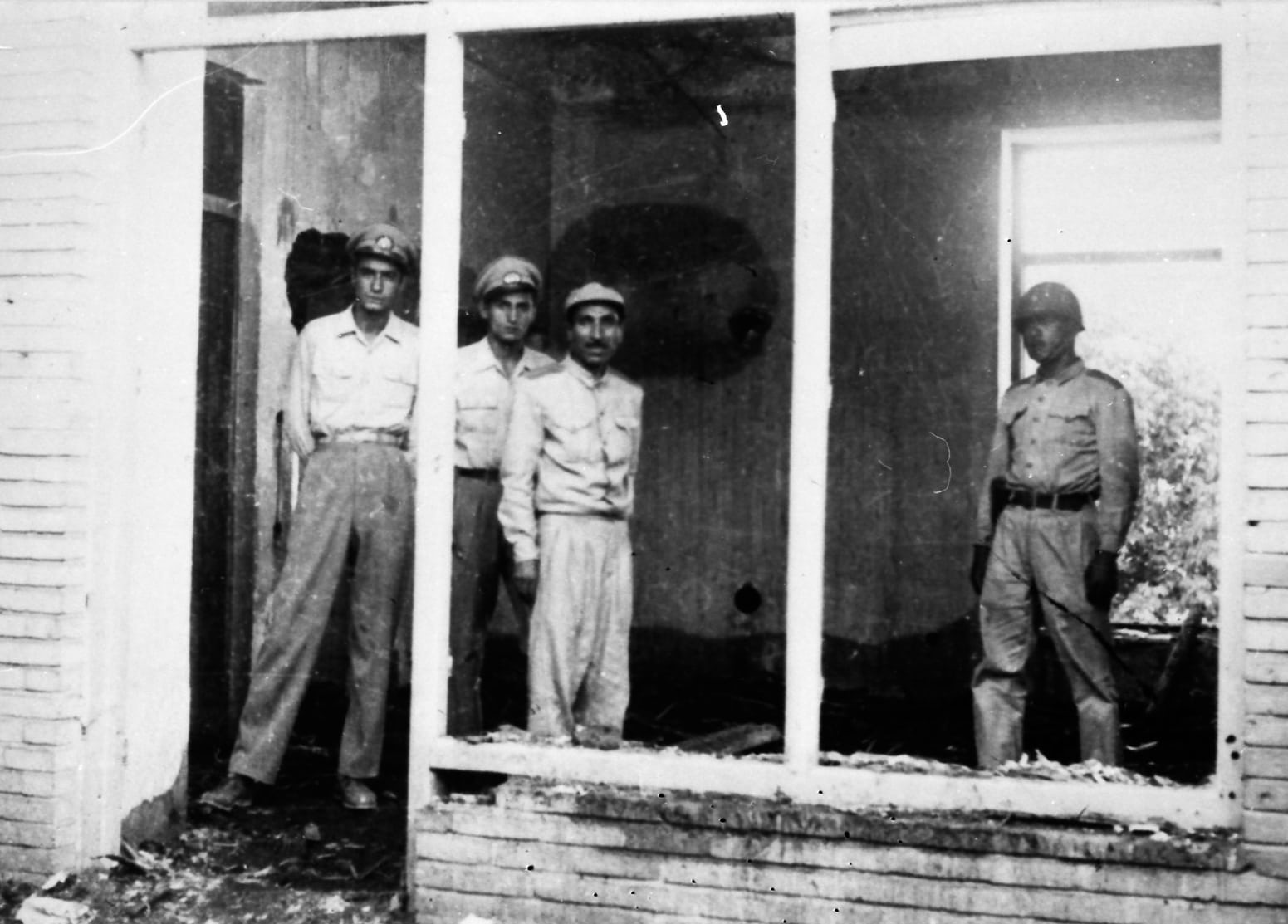
La maison de Mossadegh après la lutte finale et l'incendie qui s'ensuivit, au soir du 19 août 1953.

Mossadegh, toujours barricadé dans sa maison au cours du coup d'État, est protégé par des officiers loyaux, mais il a définitivement perdu le contrôle de la situation. Dans l'après-midi du 19 août, c'est l'assaut des ennemis du Premier ministre sur sa barricade. Les affrontements armés entre les partisans de Mossadegh et les forces de Zahedi se déroulent principalement devant la maison de Mossadegh, faisant plus de 200 morts et 300 blessés. Mossadegh et ses plus fidèles ministres, également dans la maison, s'enfuient en passant par une échelle pour franchir le mur du jardin. Les émeutiers incendient ensuite la maison du premier ministre, à l'instar de ce qui était arrivé à son adversaire politique Ghavam l'année précédente . L'épouse de Mossadegh se réfugie chez une amie, tandis que l'un de ses fils, dont la maison est voisine de celle de son père, accueille Mossadegh et les ministres et fidèles avec lesquels il s'était barricadé dans sa maison. Le général Zahedi, apprenant la fuite de son rival, apparaît enfin et se rend maître de la capitale. 

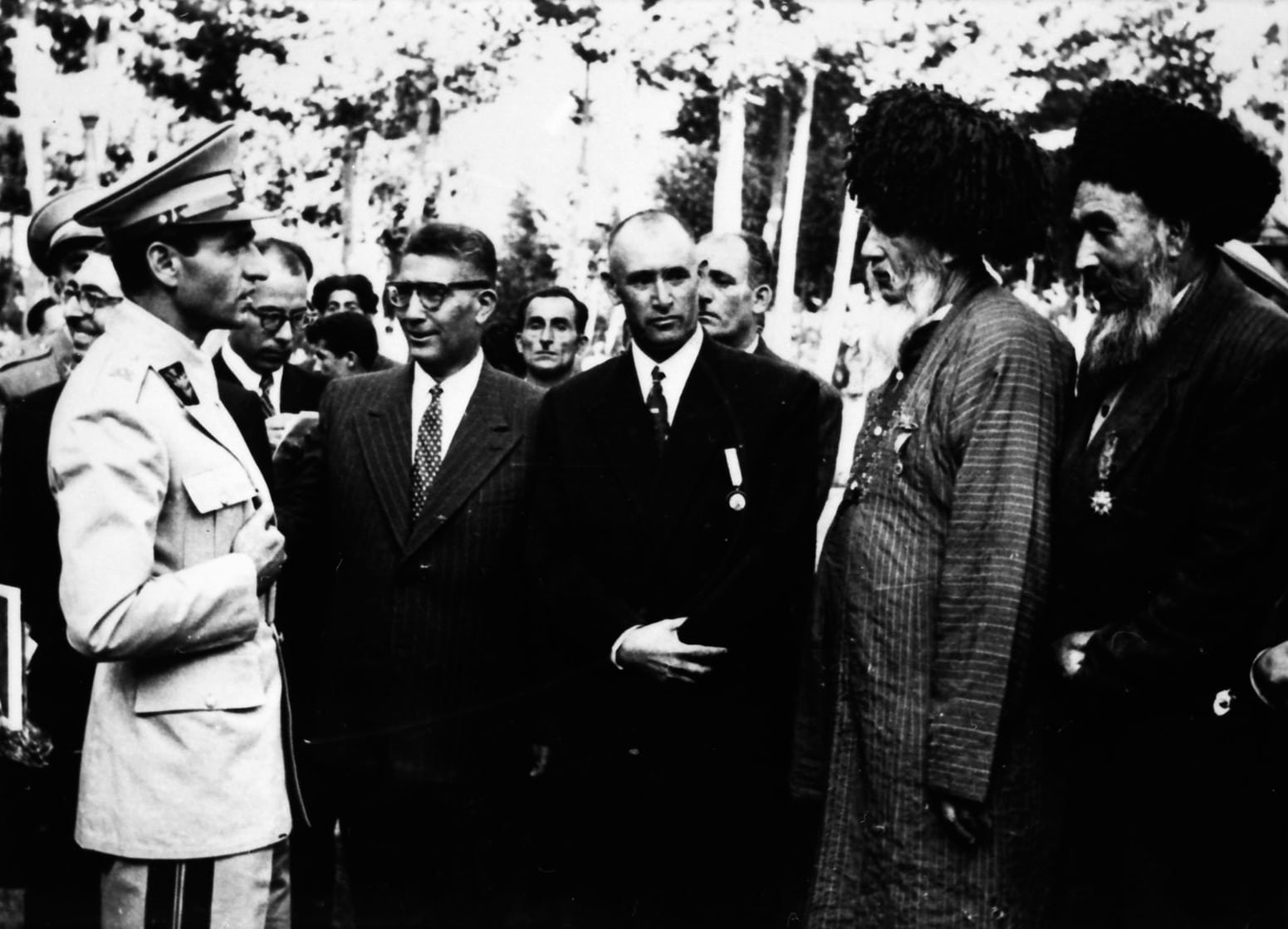
Le retour du Chah en Iran.

Cinq jours après le coup d'État, Mossadegh contacte le général Zahedi par téléphone pour se rendre. Zahedi répond à Mossadegh : « Je ne te veux aucun mal. Vous aurez tous droit à un procès équitable » Mossadegh se rend, puis rencontre Zahedi au club des Officiers (un ancien petit palais devenu bâtiment administratif), où il sera détenu avec égard jusqu'à nouvel ordre. Zahedi traitera respectueusement son ancien compagnon de lutte devenu adversaire. Le Chah — toujours réfugié à Rome — peut rentrer au pays le 22 août 1953, sur l'invitation du nouveau chef du gouvernement.

## Procès, condamnation, assignation à résidence et fin de vie
Renversé par le coup d'État fomenté par la CIA à la suite de l’opération Ajax, Mossadegh est inculpé de haute trahison, et déféré à la fin de l'année 1953 devant un tribunal militaire. Originellement, les avis divergent à son égard : le Chah insiste pour qu’il soit jugé, ayant effectué un putsch en refusant le firman de Nassiri la nuit du 15 au 16 août. Zahedi avance en premier lieu les valeurs de Mossadegh, mais reconnaît que le Chah a raison. Mohammad Reza Chah décide donc de consulter une sorte de conseils d’hommes politiques chevronnés qui, après délibération, ne dispensent pas l'ex-Premier ministre d’un procès. Lequel s’ouvre donc le 8 novembre 1953. On y confronte tous les protagonistes du gouvernement Mossadegh, et si certains lui restent fidèles d’autres pensent avant tout à se disculper.

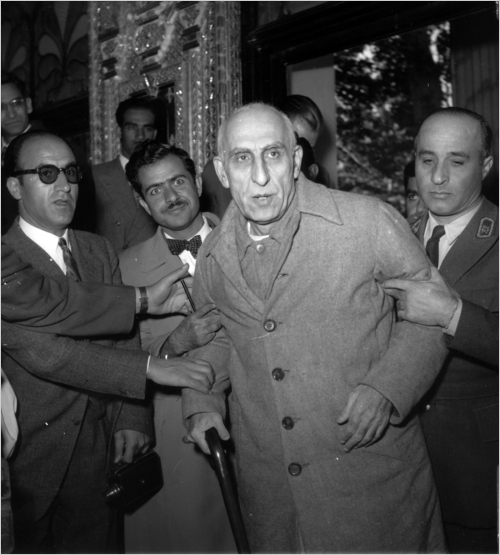
L'ancien Premier ministre Mohammad Mossadegh, arrivant à son procès, le 8 novembre 1953

Lors du procès, Mossadegh fait savoir qu'il aurait bien accepté le décret du Chah, auquel il a été confronté le matin du 16 août et le destituant et le remplaçant par le général Zahedi, considéré comme légal et valide, s'il n'avait pas eu l'impression que cela faisait partie d'une conspiration - d'un coup d'État - d'étrangers pour enrayer la nationalisation du pétrole iranien. Simplement démissionner, selon lui, aurait signifié ignorer la volonté du peuple de vaincre les « ennemis externes » de l'Iran. Mossadegh ajouta : « Si j'avais été sûr que cette décision ne risquait pas de menacer les acquis du peuple iranien lors du mouvement de la nationalisation, j'aurais accepté sans conditions le décret royal et j'aurais démissionné ! » Mossadegh, tout au long du procès qui dura près de deux mois, chercha toujours à minimiser le désaccord entre lui et le Chah, qu'il se refusa toujours à attaquer personnellement. Mais en prenant la décision de ne pas respecter le décret du monarque, il devenait difficile pour lui de résister à un coup d'État tout en se prétendant chef du gouvernement de Sa Majesté Impériale. En outre, il fit remarquer que le décret comportait des irrégularités entre la datation et les décisions annoncées, vu qu'il renvoyait le chef du gouvernement en l'absence de parlement de par sa dissolution, sauf que cette dissolution ne fut actée que le 16 août, quand elle fut annoncée à la radio, soit trois jours après que le Chah eut signé les décrets (13 août). Il en avait conclu que le Chah avait signé les décrets sans savoir qu'ils étaient de facto invalides. Mais la tentative de Mossadegh de se défendre honnêtement tout en préservant le droit de la monarchie ne convainc pas les jurés militaires. Face aux accusations de pro-soviétisme, il se défend d'avoir, lors de son mandat, choisi un des deux camps (bloc de l'Est ou bloc de l'Ouest) et fait savoir qu'il a toujours cherché un équilibre entre les deux pour son pays.

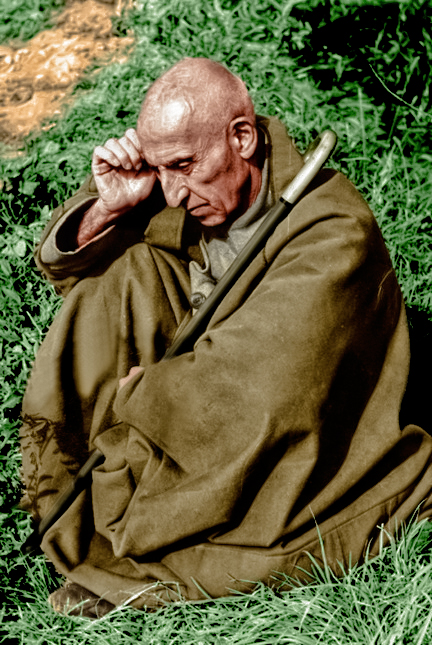
Mossadegh à la fin de sa vie à Ahmad Abad, vers 1965.

Mossadegh joue beaucoup de sa personne, mobilisant une partie de l’intérêt de la presse. En coulisses, on suggère au Chah de gracier Mossadegh (avant même la fin du procès), ce dernier ayant rendu plus de services à la patrie que l’ayant maltraitée ; le Chah, ennuyé par ce déferlement médiatique autour de son ancien chef de gouvernement et ayant fait la même conclusion, décide de gracier son ancien Premier ministre avant même que le jugement soit rendu.
Le 22 décembre 1953, Mohammad Mossadegh est condamné à mort, mais la grâce du Chah fait commuer sa peine en trois ans d’emprisonnement. En décembre 1956, il est libéré puis assigné à résidence dans son village ancestral d’Ahmadabad, dans la province de Qazvin, où il devra rester jusqu'à sa mort. Les années passent, et, de façon surprenante, le Chah continuera à envoyer un dignitaire de la Cour pour prendre, occasionnellement, de ses nouvelles. Selon Gérard de Villiers, le Chah aurait fait savoir via un avocat à Mossadegh, après sa libération, qu'il se devait de rester en dehors de la politique. Toujours selon Villiers, Mossadegh répondit :
« Je serais fou de vouloir à nouveau me battre pour un peuple qui ne s'est pas battu pour moi quand j'en ai eu besoin ! »
La destitution de Mossadegh permet la reprise des négociations par Zahedi sur la question pétrolière et l'arrivée massive des Américains dans le grand jeu pétrolier du pays. Mais le gouvernement de Mossadegh aura quand même eu une victoire : personne en Iran, et surtout pas le gouvernement, ne souhaite revenir sur la nationalisation. Mais l'économie est à sec avec la crise d'Abadan, et l'Iran n'a plus de personnel pour gérer ses puits de pétrole. Ainsi, en 1954, un consortium international composé principalement de compagnies américaines et britanniques, et secondairement françaises et hollandaises, est créé pour gérer la production pétrolière de l'Iran, qui en est toujours propriétaire, mais qui la lui vend exclusivement, les compagnies fournissant main d'œuvre et matériel. Désormais, les États-Unis géraient 40 % du pétrole iranien, le Royaume-Uni 40 % également, la France 15 % et les Pays-Bas 5 %. Sur fond de différend avec le Chah, Fazlollah Zahedi quitte la tête du gouvernement en avril 1955 et est remplacé par Hossein Ala'.
Mirza Mohammad, dit Mohammad Mossadegh, décède à son domicile le 7 mars 1967, une année après son épouse. Les autorités, refusant d’exaucer ses dernières volontés, n’autorisent pas son inhumation près de la tombe des martyrs du 30 Tir (fosse commune où étaient enterrés les cadavres de ses partisans tombés lors des jours d'émeute qui avaient vu la nomination éphémère de Ghavam os-Saltaneh à la tête du gouvernement en juillet 1952) et il est enterré sous la salle à manger de sa propriété familiale, où son corps se trouve toujours aujourd'hui.

## Mariage et descendance

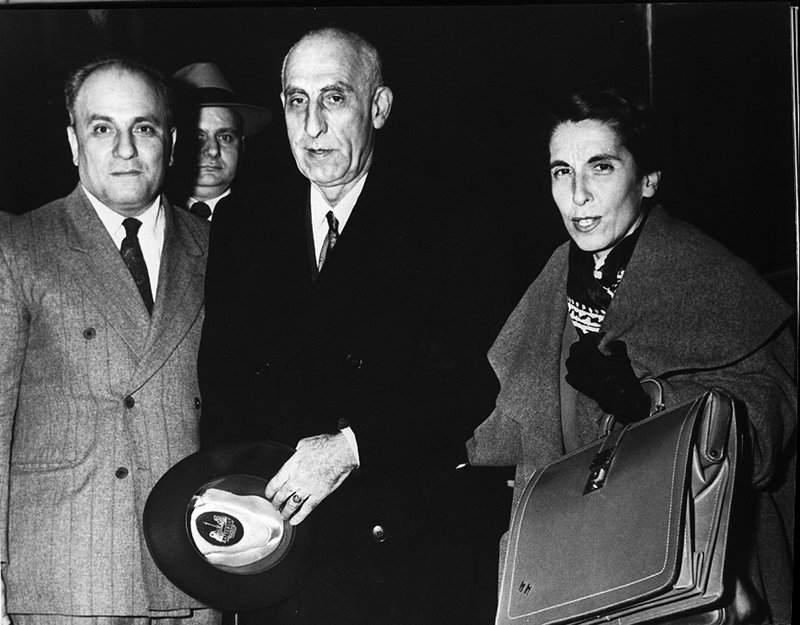
Mossadegh avec son fils Gholamhossein et sa fille Zia Achraf.

Il épouse en 1901 la princesse Zahra Emami (appelée aussi Zahra Khanum, littéralement en farsi : Princesse Zahra) - née en 1879, avec laquelle il a cinq enfants : deux fils – Ahmad et Gholamhossein – et trois filles – Zia Achraf, Mansoureh et Khadijeh. Mme Mossadegh était aussi connue comme Shams al-Saltaneh (Soleil du Royaume) du vivant de ses parents Zia os-Saltaneh et Zain al-Abedin Zahir al Islam (cinquième Imam Djomeh de Téhéran). Elle prit la relève du titre Zia os-Saltaneh de sa mère après la mort de celle-ci, la première Zia os-Saltaneh.

## Idées et convictions
Mossadegh est un fervent monarchiste. Il rappelle à chaque fois que l'occasion se présente, sa grande fidélité à la personne du Chah et à l'institution de la monarchie, même après sa destitution. Il a été membre de la franc-maçonnerie.
En tant que partisan de la propriété privée, il est opposé au parti Tudeh et au communisme. En effet, il a fait tirer plusieurs fois sur des manifestations du parti communiste Tudeh. Par voie légale, il a aussi empêché les Soviétiques d'avoir une concession pétrolière en 1944, en pleine occupation anglo-soviétique du pays. Destitué par le coup d'État il dit lors de son procès : « Je voulais maintenir la neutralité de l'Iran entre les deux blocs afin de ne fournir ni à l'un ni à l'autre les moyens de détruire notre pays ».
C'est un esprit profondément social : sur son ordre, son traitement mensuel de ministre ou député, est distribué aux étudiants pauvres de la faculté de droit. Contrairement à la majorité des politiques iraniens, alors qu'il est devenu l'un des plus grands contribuables d'Iran, Mossadegh s'acquitte de ses impôts très scrupuleusement. Lors de la révolution blanche du Chah, il distribue volontairement toutes ses terres et demande à ses enfants d'en faire autant.
Professant des idées laïques, il ne laisse pas Mehdi Bazargan prendre le poste de ministre de la Culture car il le considère comme étant trop religieux et voulant « mettre le voile sur la tête de toutes les filles à l'école ».
Loin de l'image de « fou sénile » véhiculée par les médias occidentaux, les documents déclassifiés de la CIA indiquent que celle-ci « comprenait les raisons du positionnement de Mossadegh ». Lors de son procès Mossadegh condamna les États-Unis pour le coup d'État et ne mentionna guère les Britanniques.